# 北陸放送
北陸放送株式会社（ほくりくほうそう、英: Hokuriku Broadcasting Co.,Ltd.）は、石川県を放送対象地域とするAMラジオ放送事業とテレビジョン放送事業を兼営している特定地上基幹放送事業者。設立時の名称は北陸文化放送。
略称は、金沢本社送信所のコールサイン「JOMR（-DTV）」（AM〈野々市〉：1107kHz / 5kW、DTV〈観音堂〉：下記）と、七尾中継局のかつてのコールサイン「JOMO」（現在は廃止）を組み合わせたMRO。よくあるコールサイン由来の略称ではあるが、複数のコールサインを合わせた略称は、国内のテレビ局では唯一の例である。

## 概要

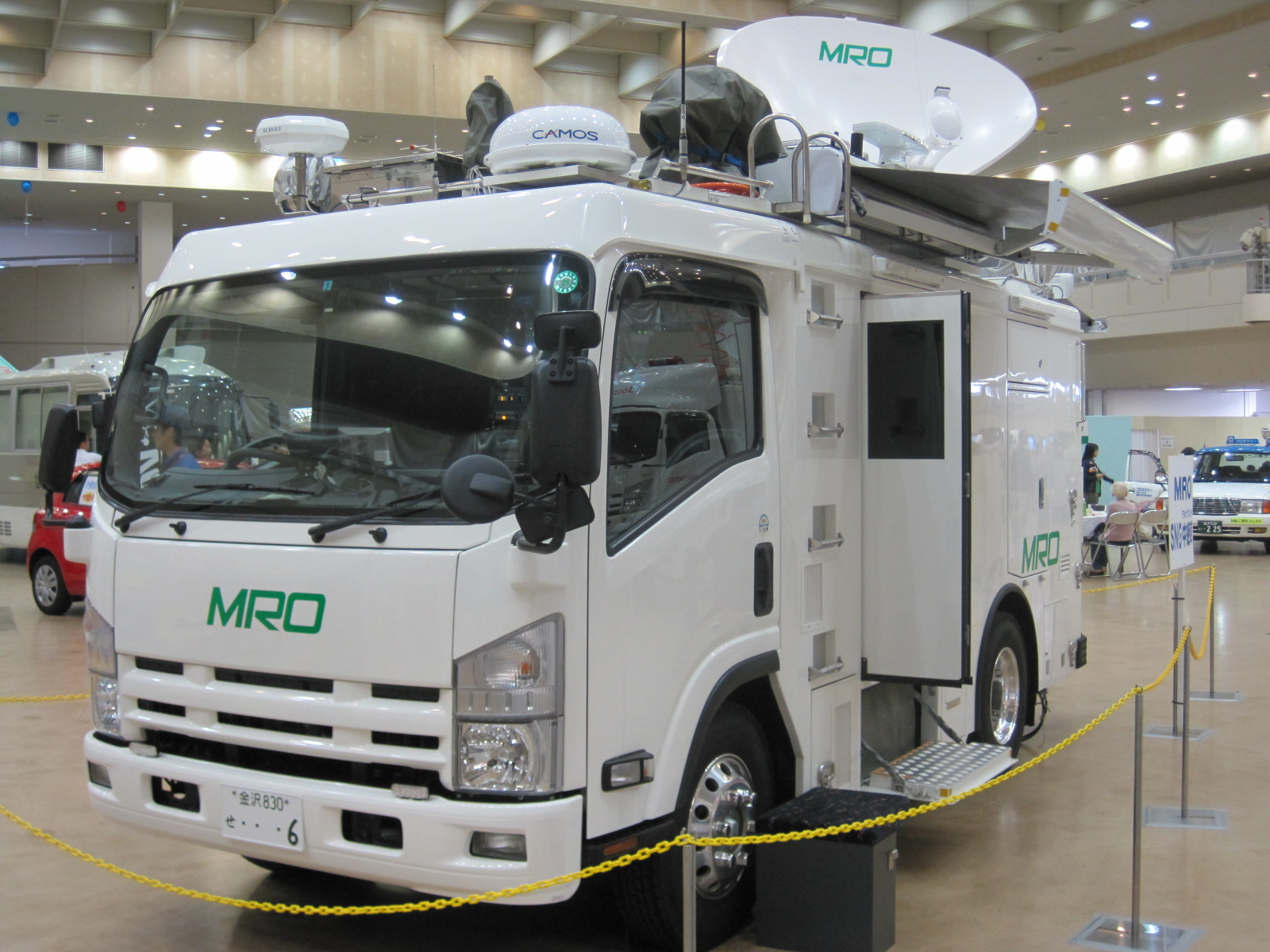
ハイビションSNG中継車（ベース車輌　いすゞ・エルフ）

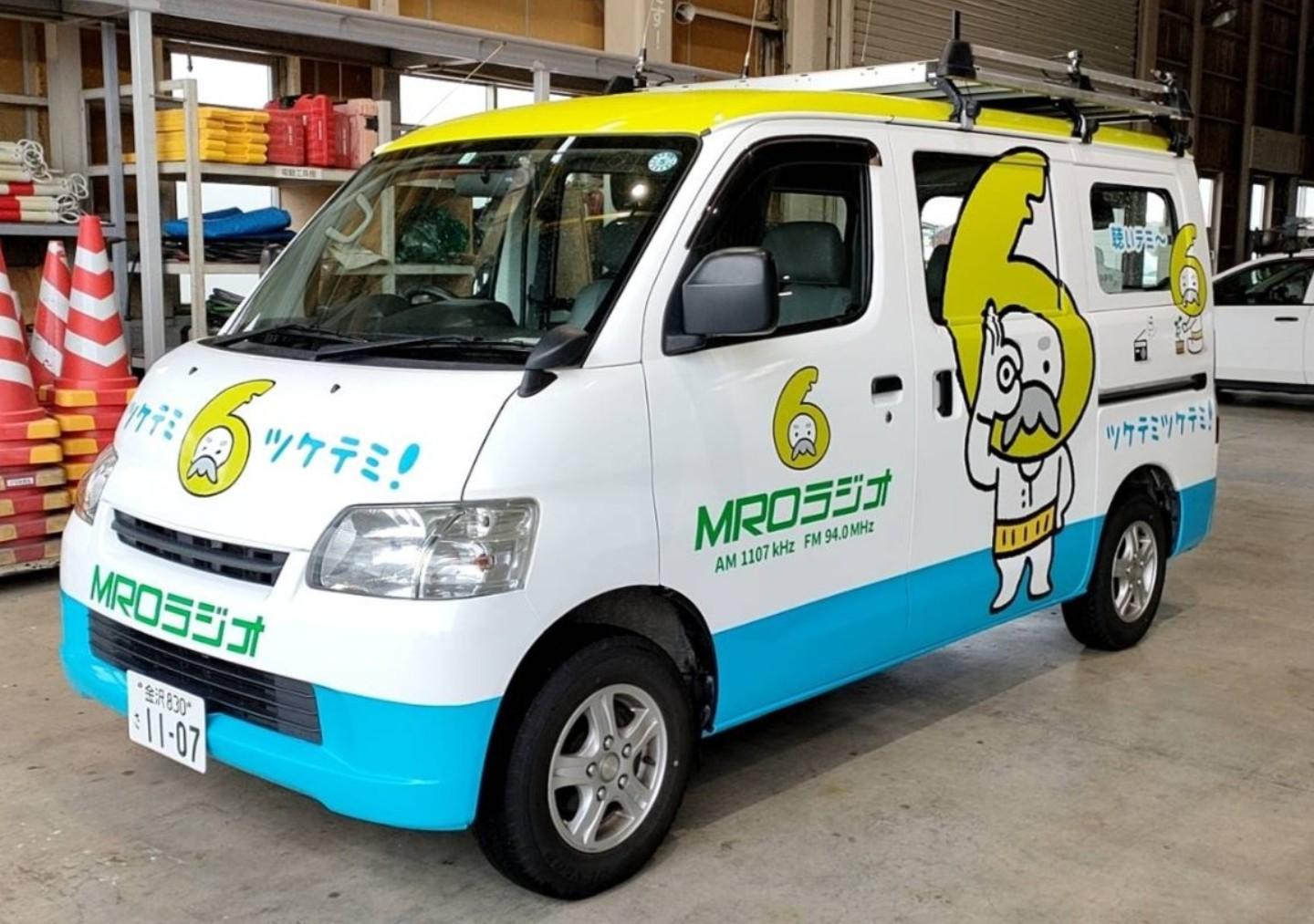
MROラジオカー

1951年（昭和26年）12月24日に「北陸文化放送」（ほくりくぶんかほうそう）として会社設立。1952年（昭和27年）5月10日、「ラジオ北陸」（ラジオほくりく）の名称で日本海側では初めてとなる民間放送によるラジオ放送を開始した。同年11月1日に商号から「文化」を外し現在の商号になる。
なお、北國新聞社は当初、隣県の富山県・福井県も含め、それぞれ500Wを使った「北陸文化放送」の中継局を構想していたが、金沢局のみが開局した。
テレビはJNN系列で、Gガイドの番組データの配信を行っている。JNNにおける報道取材地域は、石川県および福井県嶺北地方。石川テレビ、テレビ金沢、北陸朝日放送が開局するまでは、フジテレビ、日本テレビ、テレビ朝日の番組を一部同時・時差ネットをしていた。リモコンキーIDはアナログ親局の6chから「6」で、キー局のTBSテレビと理由共々同じ。
ラジオはJRNとNRNのクロスネットであるが、かつてはJRNの単独ネットだった。
新聞社との関係については、開局当初、地元大手紙である北國新聞社と関係が深く、社屋も隣接していた。現在の本多町へ社屋を移転後、1980年代になると北國新聞社・北陸放送のオーナーであった嵯峨家が北國新聞社から追放されたことやテレビ金沢の開局支援を期に北國新聞社との関係は冷却化し、毎日新聞社や中日新聞北陸本社との関係を深めてきた。1997年（平成9年）のCM未放送問題に端を発し、周辺土地の不正取得等の不祥事が発覚し、これらについてオーナーである嵯峨家の関与が取りざたされ、嵯峨家はMROの経営の実権から退いた。その後事態収拾のためTBS（東京放送）から社長をはじめとする役員が派遣され、TBS系企業により株式の一部が取得されることとなる。
冷却化した北國新聞とは2005年（平成17年）になって再び関係を取り戻している。2007年（平成19年）より北國新聞社社長・主筆の飛田秀一（現・同社名誉会長、北陸放送会長）が非常勤取締役に、2024年（令和6年）より北國新聞社編集局次長の森田奈々が常務取締役に就任した。
開局当初の経緯から、隣県の富山県の最先発である北日本放送と事実上の「準広域放送」的な取り組みをしていた時代があった。ラジオ・テレビ共に系列が異なり、かつ相手エリアで自社の系列局がなかったためである。
新聞のテレビ番組表の局名表記はMROテレビあるいはMROと表記している。読売新聞福井県版（大阪本社管轄地域）では長年「北陸テレビ」と表記してきたが、2011年（平成23年）7月24日の地上デジタル放送移行に伴う紙面刷新に伴い他紙で主に使用されている「MROテレビ」に表記を変更した。なお、北陸中日新聞と福井県内向けの中日新聞では1980年代前半頃は『北陸 MRO』と表記していた。
イメージキャラクターとして開局50周年の2001年（平成13年）から長年にわたり、みらいちゃんを採用していた。このキャラクターはMRO主催のイベントなどに着ぐるみで登場していた。キャッチフレーズは「みらいへ、いっしょにMRO」であった。開局70周年を迎える2022年（令和4年）4月1日から、みらいちゃんに代わるイメージキャラクターとして、テミじぃが採用され、新たなキャッチフレーズとして「ツケテミツケテミ! MRO」が制定された。
2006年（平成18年）7月1日に地上デジタル放送を開始した。親局の周波数はUHF14ch、出力1kW。UHF帯のため、石川テレビ放送（ITC）の本社構内送信所を共用している。
2008年（平成20年）10月1日の組織改正で同局のラジオ部門も制作力の強化を実施のため、新たにラジオセンターを新設した。
主な受賞歴に『ラジオヒューマンスペシャル イルカにもらった優しい時間 ～私とスーミーの20年～』で2022年日本民間放送連盟賞ラジオ教養部門優秀賞を、『MRO開局70周年記念特番 ミツケテミ！いしか輪の夢の輪』で2022年日本民間放送連盟賞ラジオエンターテインメント部門優秀賞をそれぞれ受賞した。同じ年に同賞を複数のラジオ番組で受賞したのは初めてだった。『おいね☆どいね Holyday Special〜境界線を考える〜』では2023年日本民間放送連盟賞ラジオ生ワイド部門最優秀賞を受賞した。

## 所在地
本社・支社
- 本社：石川県金沢市本多町3丁目2番1号
- 東京支社：東京都港区赤坂2丁目17番69号 赤坂フェニックスビル2階
- 関西支社：大阪府大阪市西区江戸堀1丁目2番11号 大同生命南館603号室[11]
- 名古屋支社：愛知県名古屋市中村区名駅1丁目1番1号 JPタワー名古屋12階
- 富山支社：富山県富山市桜橋通り1番18号 北日本桜橋ビル7階

## 資本構成

### 概要
2006年（平成18年）3月末の有価証券報告書の記載では、嵯峨逸平が5.58%を保有する筆頭株主だったが、2006年（平成18年）9月末には4.75%を保有する第3位に下落している。さらに、2007年（平成19年）9月末現在の有価証券報告書では、上位10人（10位で2.78%の持株になる）に記載がなく、この時点で持株は2.78%を下回ったことになる。対してこの間、北國新聞社の持株が増えている（2005年度に第8位株主、2006年度に筆頭株主に復帰）。また、過去には石川銀行（2001年（平成13年）経営破綻）も1992年（平成4年）3月末時点で上位10位以内に名を連ねていた。

### 2022年3月31日
出典:
| 資本金      | 発行済株式総数 | 株主数 |
| ----------- | -------------- | ------ |
| 1億8000万円 | 360,000株      | 561    |

| 株主                 | 株式数   | 比率  |
| -------------------- | -------- | ----- |
| 北國新聞社           | 35,130株 | 9.76% |
| TBSホールディングス  | 26,000株 | 7.22% |
| 北國銀行             | 18,000株 | 5.00% |
| 大和                 | 14,710株 | 4.09% |
| 学校法人金沢学院大学 | 14,100株 | 3.92% |
| 電気興業             | 14,000株 | 3.89% |
| 日本電気             | 12,550株 | 3.49% |
| 北国総合リース       | 12,550株 | 3.49% |
| 石川県               | 12,000株 | 3.33% |
| 金沢市               | 11,480株 | 3.19% |

### 過去の資本構成
企業・団体の名称、個人の肩書は当時のもの。

## 沿革
- 1951年（昭和26年）

北陸放送の正式なロゴ
※2022年4月1日以降は、「期間限定」とされているロゴと併用

  - 1月10日 - 金沢市に500W放送局免許申請[17]。
  - 4月21日 - ラジオ金沢送信所に予備免許交付（JOMR・700kc・500W）[17]。認可には専務らスタッフが約1か月間東京に泊まり込んで工作するというエピソードがあった[18]。
  - 12月24日 - 北陸文化放送株式会社設立[18]（12月26日とする資料もある[19]）。本社・演奏所を金沢市武蔵ヶ辻の大和武蔵店（現在の金沢名鉄丸越百貨店）に設置[20]。
- 1952年（昭和27年）
  - 2月5日 - 火曜クラブ（現在の「火曜会」こと地方民間放送共同制作協議会）に東京支社（銀座）を通じて参加。
  - 4月20日 - 放送施設完工[17]。
  - 4月30日 - ラジオ金沢送信所に本免許交付[17]。
  - 5月9日 - 初めて電波が発射される[18]。
  - 5月10日[21] - 全国12番目、日本海側かつ北陸地方では初めてのラジオ放送開始（通称：ラジオ北陸）。
  - 5月19日 - 1kW増力申請[17]。
  - 7月31日 - 昼間の出力を1kWに増力[17]。
  - 11月1日 - 商号を北陸放送株式会社に改称[18]（11月28日とする資料もある[19]）。
  - 11月18日 - 夜間出力1kW増力申請[17]。
- 1953年（昭和28年）
  - 5月1日 - 全日放送開始[17]。
  - 8月1日 - ラジオ金沢送信所の周波数を700kcから760kcに変更[17]。
  - 8月31日 - テレビ局の免許申請[17]。
- 1954年（昭和29年）3月1日 - ラジオ七尾中継放送局の免許申請[17]。
- 1955年（昭和30年）12月2日 - ラジオ七尾中継局に予備免許交付（JOMO・1060kc・100W）[17]。
- 1956年（昭和31年）
  - 1月1日 - 略称をMROに制定。
  - 2月22日 - ラジオ七尾中継局完工。試験電波発射[17]。
  - 4月1日 - 金沢市高岡町の北國新聞社隣接地に新社屋建設着工[22]。
  - 5月10日（一部資料では3月1日[22]） - ラジオ七尾放送局開局[23]。
  - 10月1日 - ラジオ金沢送信所の夜間出力増力し、昼夜通して1kWで送信[17]。
  - 12月7日 - 金沢市高岡町（北國新聞社隣接地）に本社移転。12月8日より業務開始[24]。
- 1957年（昭和32年）
  - 3月30日 - 新アンテナ完成（130m）[25]。
  - 10月22日 - テレビ局に予備免許交付（JOMR-TV・6ch・映像出力3kW・音声出力1.5 kW）[17]。
- 1958年（昭和33年）
  - 7月20日 - 公募による『MROの歌』決定[26]。
  - 9月30日 - テレビ社屋完成[26]。
  - 11月6日 - テレビ試験電波発射[17]。
  - 11月15日 - テレビ局に本免許交付[17]。
  - 12月1日 - テレビ放送開始[27]。日本海側では初の民放テレビ局。現在の野々市市の野々市テレビ・ラジオ放送所付近に演奏所を設置。
- 1960年（昭和35年）
  - 1月29日 - ラジオ山中中継局の免許申請[17]。
  - 2月11日 - テレビ輪島中継局免許申請[17]。
  - 7月29日 - ラジオ金沢送信所の指向性3kW増力予備免許[17]。
  - 9月30日 - ラジオ金沢送信所の増力免許とラジオ山中中継局の予備免許（800kc・20W）交付[17]。
  - 10月1日 - ラジオ金沢送信所が3kW放送開始[17]。
- 1961年（昭和36年）
  - 4月28日 - ラジオ山中中継局に本免許交付[17]。
  - 5月1日 - ラジオ山中中継局開局[17]。
  - 5月1日 - テレビ中継車導入。
  - 11月15日 - テレビ輪島放送局開局（10ch・映像出力30W・音声出力7.5W）。
- 1962年（昭和37年）
  - 5月1日 - 能登島で七尾テレビ局起工式[28]。
  - 7月13日 - カラーテレビ放送に予備免許[29]。
  - 7月22日 - テレビ放送のカラー化開始[19]。
  - 10月1日 - 七尾テレビ局開局[29]。
- 1967年（昭和42年）7月28日 - テレビ羽咋放送局開局（50ch・映像出力100W・音声出力25W、UHF中継局第1号）。
- 1968年（昭和43年）
  - 5月8日 - 北陸放送会館定礎式[30]。
  - 9月30日 - 北陸放送会館完成（金沢市本多町、現在の北陸放送本社）。同年10月1日より運用開始。テレビ・ラジオの放送機能の一元化を実施[31]。
  - 11月1日 - MROホール竣工[31]。
- 1970年（昭和45年）4月13日 - MROニュース全面カラー化[32]。
- 1971年（昭和46年）9月2日 - カラーテレビ中継車を導入[33]。
- 1972年（昭和47年）3月30日 - ラジオカーを導入[34]。
- 1978年（昭和53年）11月23日 - ITU国際電気通信連合の取り決めに従い、ラジオ周波数を10kHzステップから9kHzステップに変更。
- 1980年（昭和55年）9月27日 - テレビ放送の音声多重放送を開始。(石川テレビ放送も同日に開始。両局共に、石川県初)[35][19]
- 1983年（昭和58年）
  - 8月1日 - ラジオ同期放送開始[19]。
  - 10月4日 - ラジオ・テレビ共用空中線自立鉄塔完成[19]。
- 1984年（昭和59年）7月16日 - ラジオ七尾放送局の周波数が1107kHzに変更。
- 1989年（平成元年）10月 - テレビ放送のクリアビジョン放送を開始[35]。
- 1997年（平成9年）6月 - テレビCM未放送問題が発覚。1992年（平成4年）から5年間で4146本のCMが未放送。CMの間引きは1982年（昭和57年）から1997年（平成9年）まで15年間に渡って断続的に行われていた（1997年8月22日北國新聞1面より）。日本民間放送連盟から1年間の会員活動停止処分を受ける。同時にJNNからも報道取材以外の会員活動停止処分を受ける。
- 2006年（平成18年）
  - 3月6日 - 地上デジタル放送対応のマスター設備に更新（パナソニック製）。
  - 6月1日 - 地上デジタル放送サービス放送開始。
  - 7月1日 - 地上デジタル放送開始。
- 2007年（平成19年）10月1日 - テレビ放送での緊急地震速報開始。
- 2008年（平成20年）5月1日 - ラジオ放送での緊急地震速報開始。
- 2009年（平成21年）7月24日 - 地上アナログ放送終了2年前に併せて、珠洲中継局で県内のNHK・民放5社・団体6チャンネル共通で10時から11時の1時間、試験的にアナログ放送休止。
- 2010年（平成22年）
  - 1月22日 12:00 - 1月24日 12:00 - 地上アナログ放送終了1年半前に併せて珠洲中継局で県内5社・団体6チャンネル共通で2日間・48時間にわたりアナログ放送休止。
  - 7月24日 - 珠洲中継局が全国より1年早く、この日の12時をもって地上アナログ放送を全面終了。
- 2011年（平成23年）
  - 3月31日 - 本社内併設のイベント会場『MROホール』の一般への供用を終了。
  - 7月24日 - 12時をもって地上アナログ放送を終了。翌日の7月25日0時に完全停波。
  - 10月3日 - インターネットIPサイマルラジオ「radiko」に参加。12時よりエフエム石川とともに石川県内のみにて実用化試験配信を開始（MROラジオのradikoでの緊急地震速報の放送については、タイムラグが発生する為行なわず、通常番組の配信を行う。）。
- 2015年（平成27年）2月23日 - ラジオ放送のマスター更新によりステレオ配信に対応。radikoにてステレオ配信開始（引き続き、radikoでの緊急地震速報の放送については、タイムラグが発生する為行なわない。）。
- 2016年（平成28年）……MROラジオ放送開始から65周年
  - 4月4日 - FM補完中継局の予備免許交付[36]。
  - 7月27日 - FM補完中継局の免許交付[37]。
  - 8月1日 - FM補完中継局の本放送開始[38]。
- 2017年（平成29年）
  - 9月1日 - ラジオ放送のFM補完中継局、七尾局と輪島局に予備免許交付[39]。
  - 12月1日 - FM補完中継局、七尾局と輪島局に本免許交付[40]。
  - 12月4日 - FM補完中継局、七尾局と輪島局の本放送開始。
- 2018年（平成30年）……MROテレビ放送開始から60周年・MROラジオ放送開始から66周年
  - 1月10日 - 金沢市の石川テレビ放送敷地内にある北陸放送・石川テレビ共用の電波塔で落雷が原因とみられる火災が発生。この影響で北陸放送テレビは19時過ぎから加賀地区を中心に放送が中断。なお、石川テレビも10日18:40頃から放送が中断[41]。仮設アンテナを設置し1月18日に1kWでの放送を開始[42][43]。
  - 8月1日 - 上記火災前の出力に本復旧[44][45]。
  - 11月1日 -  FM補完中継局、珠洲局に本免許交付[46]。
  - 12月1日 - MROテレビ開局60周年記念番組『サンキュー! Mリバティ!!』を約5時間にわたり放送。
- 2022年（令和4年）
  - 4月1日 - 開局70周年を機に、期間限定の「MRO」のロゴマークを制定、「」から「」の「R」の部分が石川県の地形を象っている[注 8]。
  - 5月7日 - MRO開局70周年記念特番『ミツケテミ!いしか輪』を約4時間半にわたり放送。
- 2023年（令和5年）
  - 9月22日 -  FM補完中継局、羽咋局に本免許交付[47]。
  - 9月25日 -  FM補完中継局、羽咋局の本放送開始。
- 2024年（令和6年）
  - 1月1日 - 16時10分に発生した能登半島地震による停電などの影響で、輪島市内の一部でテレビが映らない事態が発生した。1月26日現在でも視聴できない中継局が残る[48][49]。ラジオでも輪島FM補完中継局が「非常用電源のバッテリー枯渇（燃料の継続的補給困難）」を理由に14日の夕方に復旧するまで停波[50]。
  - 8月1日 - 七尾・輪島・山中の各AM中継局が運用休止（当初は同年4月1日からの予定だったが、令和6年能登半島地震の影響により延期となった）[注 9][52][53]。

## 社史
- 『北陸放送十年誌』 - 1961年発行
- 『地域とともに四半世紀 北陸放送二十五年史』 - 1977年発行

## ラジオ

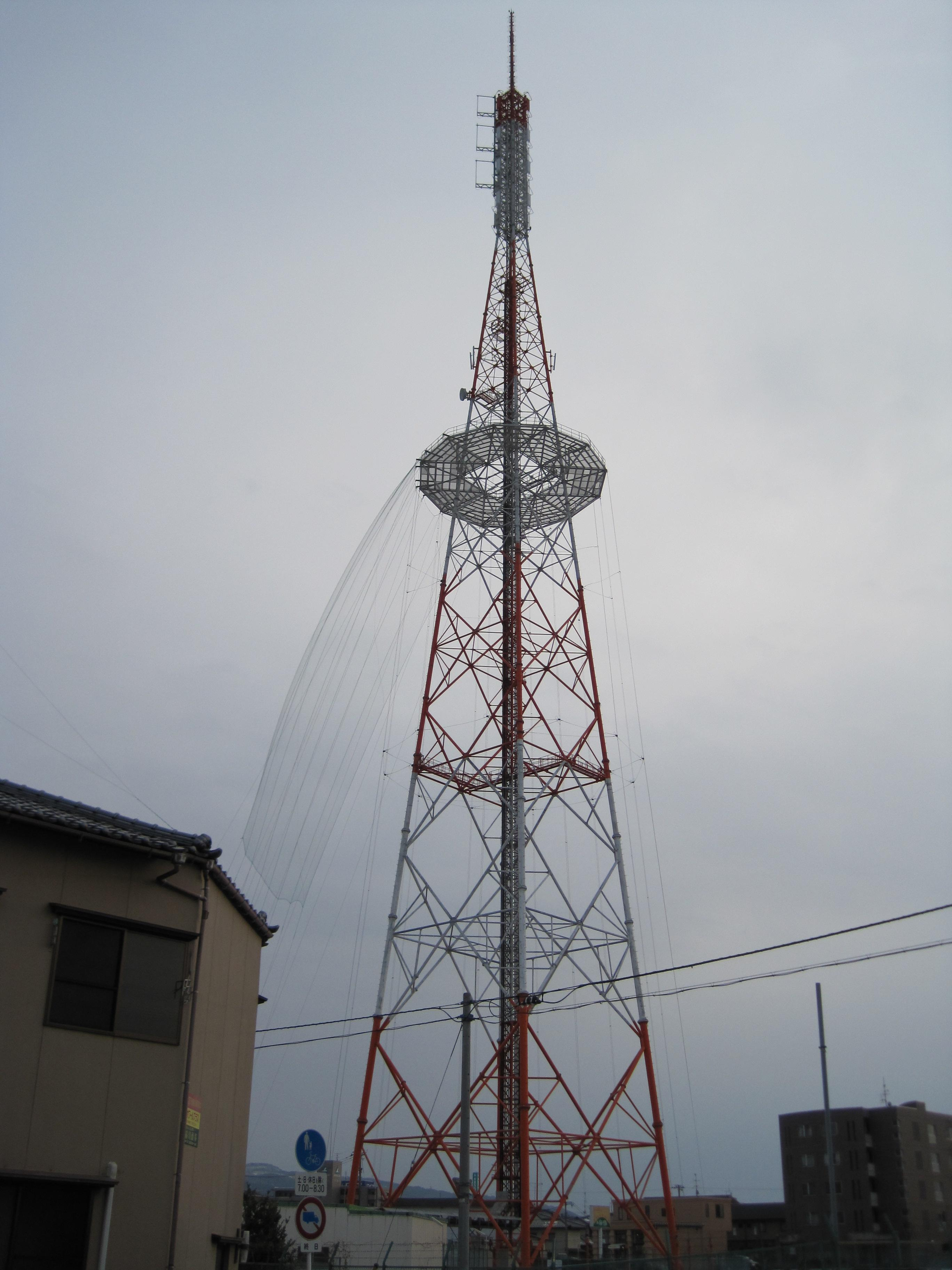
ラジオ送信塔
（エフエム石川も共用）

### ラジオネットワークの移り変わり
- 1952年 この年に発足した火曜クラブ（現在の“火曜会”こと地方民間放送共同制作協議会）に加盟。
- 1965年5月2日 この日発足したJRNに加盟。
- 1980年12月1日 NRNに加盟。JRNとのクロスネットとなる。

### ラジオ周波数
出典
| AM放送             | AM放送       | AM放送   | AM放送      | AM放送 | AM放送 |
| 親局               | 識別信号     | 周波数   | 空中線 電力 | 送信所概要 （技術情報） | 備考 |
| ------------------ | ------------ | -------- | ----------- | --- | --- |
| 金沢               | JOMR         | 1107kHz  | 5kW         | - 所在地（旧地上アナログ放送送信所）：石川県野々市市押野2丁目220番地（ラジオ・テレビ一体型、FM補完中継局 およびエフエム石川の送信所も併設。テレビ・AMラジオ兼用送信所としては珍しく、高さ124mの自立鉄塔式） - 送信空中線：124m四角鉄塔、基部接地型副導線式空中線（電気興業）、副導線12条 - 送信機：MW-5A（ハリス） - 放送伝送回線：金沢本局局舎からVHF波送信出力50Wを3素子八木宇田1段1面にて受信 - 送信局舎：鉄筋コンクリート - 非常用電源：自家発電装置S6B-PT2（三菱）50kVA | |
| 中継 局            | 識別信号     | 周波数   | 空中線 電力 | 送信所概要 （技術情報） | 備考 |
| 七尾               | JOMO（廃止） | 1107 kHz | D1kW        | - 送信空中線：73m円管柱、指向性はダウンリード式 - 送信機：TM-2004T - 放送伝送回線：金沢本局局舎からVHF波送信出力50Wを5素子八木宇田1段2面で受信 - 送信局舎：鉄筋コンクリート1階6m×9m - 非常用電源：自家発電装置10kVA | 2024年8月1日から運用休止。 |
| 輪島               |              | 1107 kHz | 100W        | - 送信空中線：50m円管柱、基部接地型副導線式空中線 - 送信機：TM-2003 - 放送伝送回線：放送波伝送用の輪島局のVHF波送信出力100mWを3素子八木宇田1段1面にて受信 - 送信局舎：G式収容箱 - 非常用電源：バッテリーフロート100Ah - 備考：1984年8月正式運用。 | 2024年8月1日から運用休止。ただし、同年9月21日に発生した能登半島豪雨による停電と災害情報提供のため同年9月21日より11月10日まで送信再開していた。 |
| 山中               |              | 1485 kHz | 100W        | - 送信空中線：31m円管柱 - 送信機：AMT-100（三菱） - 放送伝送回線：金沢本局局舎からVHF波送信出力50Wを5素子八木宇田1段1面で受信 - 送信局舎：鉄筋コンクリート1階5m×6m - 非常用電源：自家発電装置2.5kVA | 2024年8月1日から運用休止。 |
| FM放送             |              |          |             | | |
| 中継 局            | 識別信号     | 周波数   | 空中線 電力 | 送信所概要 （技術情報） | 備考 |
| 金沢               |              | 94.0MHz  | 1 kW        | | |
| 七尾               |              | 88.6 MHz | 100W        | | |
| 輪島               |              | 77.1 MHz | 100W        | | |
| 珠洲               |              | 76.7 MHz | 100W        | | |
| 羽咋               |              | 93.1 MHz | 100W        | | |
| 放送波伝送中継用局 |              |          |             | | |
| 中継局             | 識別信号     | 周波数   | 空中線電力  | 送信所概要 （技術情報） | 備考 |
| 輪島               |              |          |             | | 金沢からVHF波を受信、出力100mWで輪島に向けて送信。 輪島では金沢からの放送伝送回線が地形で受信できないための措置。                              |

### 概要
ラジオ放送時間は月曜日 1:00 - 5:00（日曜日深夜）を除く24時間放送。放送終了時には終了のアナウンスが流れるが、FM補完放送が開始する以前には、アナウンスに続いて女性コーラスによる合唱『MROの歌』が流れていた。また、第1日曜日の翌日未明には停波入り前に緊急警報放送の試験放送を行っている。
サービスエリアは北陸3県全域と岐阜県飛騨地方、新潟県の一部となっている。
2011年10月3日にインターネットIPサイマルラジオ「radiko」に参加、同日12時よりインターネットを利用しての配信が北陸地方のAMラジオ局としては初めて実施された。

### 放送中の番組
2025年4月時点の番組。
詳細は、公式サイトの ラジオトップページ あるいは ラジオ週間番組表 を参照。
自社制作番組は太字。

#### 随時放送
- MROニュース
- 交通情報
- 天気予報
  - 各ワイド番組内で放送。

#### 平日
| 時                                              | 月曜日 | 火曜日 | 水曜日 | 木曜日 | 金曜日 |
| ----------------------------------------------- | --- | --- | --- | --- | --- |
| 5                                               | 5:00 今旬!インフォメーション | 5:00 今旬!インフォメーション | 5:00 健康生活 インフォメーション | 5:00 納得健康15分 | 5:00 今旬! インフォメーション |
| 5                                               | 5:15 心のともしび | | | | |
| 5                                               | 5:20 時東ぁみの危機耳ラジオ〜その時のために!（かしわプロダクション） | | | | |
| 5                                               | 5:30 Brand-New Morning（TBSラジオ） | | | | |
| 6                                               | | | | | |
| 6:30 こころの謡箱                               | | | | | |
| 6:35 河村通夫の大自然まるかじりライフ（マール） | | | | | |
| 6:45 ラジオの扉                                 | 6:45 ピックアップ ラジオショッピング | 6:45 今旬! インフォメーション | 6:45 お悩みカイホウ ショッピング | 6:45 健康生活 インフォメーション | |
| 7                                               | 7:00 黒木瞳のあさナビ（ニッポン放送） | 7:00 黒木瞳のあさナビ（ニッポン放送）                                                                                                   | 7:00 黒木瞳のあさナビ（ニッポン放送）                                                                                                   | 7:00 黒木瞳のあさナビ（ニッポン放送）                                                                                                   | 7:00 黒木瞳のあさナビ（ニッポン放送）                                                                                                   |
| 7                                               | 7:10 お早う!ニュースネットワーク（ニッポン放送） | | | | |
| 7                                               | 7:25 MRO Music Power Box | | | | |
| 7                                               | 7:30 ドクターごとうの熱血訪問クリニック（マール） | | | | |
| 7                                               | 7:40 2st740 | | | | |
| 8                                               | 8:00 話題のアンテナ 日本全国8時です（TBSラジオ） | 8:00 話題のアンテナ 日本全国8時です（TBSラジオ）                                                                                        | 8:00 話題のアンテナ 日本全国8時です（TBSラジオ）                                                                                        | 8:00 話題のアンテナ 日本全国8時です（TBSラジオ）                                                                                        | 8:00 話題のアンテナ 日本全国8時です（TBSラジオ）                                                                                        |
| 8                                               | 8:15 まごころで健康を アルプモーニングスマイル | | | | |
| 8                                               | 8:20 武田鉄矢・今朝の三枚おろし（文化放送） | | | | |
| 8                                               | 8:30 あさ☀ダッシュ! ▽10:35（月）北陸ネット3県ポン ▽11:05 ランチリクエスト（NRN系企画ネット番組） | | | | |
| 9                                               | | | | | |
| 10                                              | | | | | |
| 11                                              | | | | | |
| 11:40 テレフォン人生相談（ニッポン放送）        | | | | | |
| 12                                              | 12:00 2st1200 | 12:00 2st1200 | 12:00 2st1200 | 12:00 2st1200 | 12:00 2st1200 |
| 12                                              | 12:20 夏井いつきの一句一遊（南海放送） | | | | |
| 12                                              | 12:30 健康生活 インフォメーション 安心ふれあい広場 | 12:30 イトーとスドーのモノ申し隊! | 12:30 小倉・IMALUの○○玉手箱 （スタイル・エッジ）                                                                                        | 12:30 今旬! インフォメーション | 12:30 ピックアップ ラジオミュージック                                                                                                   |
| 12                                              | 12:45 Energy Music | | | | |
| 13                                              | 13:00 竜香の人生相談 ▽14:55 中谷彰宏のビジネスサプリ（信越放送） | 13:00 ノコトラジオ ▽13:50 朗読のヒロバ（金曜のみ、TBSラジオ） ▽14:55 中谷彰宏のビジネスサプリ（信越放送） ▽15:50（水）北信越4県ラジオ旅 | 13:00 ノコトラジオ ▽13:50 朗読のヒロバ（金曜のみ、TBSラジオ） ▽14:55 中谷彰宏のビジネスサプリ（信越放送） ▽15:50（水）北信越4県ラジオ旅 | 13:00 ノコトラジオ ▽13:50 朗読のヒロバ（金曜のみ、TBSラジオ） ▽14:55 中谷彰宏のビジネスサプリ（信越放送） ▽15:50（水）北信越4県ラジオ旅 | 13:00 ノコトラジオ ▽13:50 朗読のヒロバ（金曜のみ、TBSラジオ） ▽14:55 中谷彰宏のビジネスサプリ（信越放送） ▽15:50（水）北信越4県ラジオ旅 |
| 14                                              | 13:00 竜香の人生相談 ▽14:55 中谷彰宏のビジネスサプリ（信越放送） | 13:00 ノコトラジオ ▽13:50 朗読のヒロバ（金曜のみ、TBSラジオ） ▽14:55 中谷彰宏のビジネスサプリ（信越放送） ▽15:50（水）北信越4県ラジオ旅 | 13:00 ノコトラジオ ▽13:50 朗読のヒロバ（金曜のみ、TBSラジオ） ▽14:55 中谷彰宏のビジネスサプリ（信越放送） ▽15:50（水）北信越4県ラジオ旅 | 13:00 ノコトラジオ ▽13:50 朗読のヒロバ（金曜のみ、TBSラジオ） ▽14:55 中谷彰宏のビジネスサプリ（信越放送） ▽15:50（水）北信越4県ラジオ旅 | 13:00 ノコトラジオ ▽13:50 朗読のヒロバ（金曜のみ、TBSラジオ） ▽14:55 中谷彰宏のビジネスサプリ（信越放送） ▽15:50（水）北信越4県ラジオ旅 |
| 15                                              | 13:00 竜香の人生相談 ▽14:55 中谷彰宏のビジネスサプリ（信越放送） | 13:00 ノコトラジオ ▽13:50 朗読のヒロバ（金曜のみ、TBSラジオ） ▽14:55 中谷彰宏のビジネスサプリ（信越放送） ▽15:50（水）北信越4県ラジオ旅 | 13:00 ノコトラジオ ▽13:50 朗読のヒロバ（金曜のみ、TBSラジオ） ▽14:55 中谷彰宏のビジネスサプリ（信越放送） ▽15:50（水）北信越4県ラジオ旅 | 13:00 ノコトラジオ ▽13:50 朗読のヒロバ（金曜のみ、TBSラジオ） ▽14:55 中谷彰宏のビジネスサプリ（信越放送） ▽15:50（水）北信越4県ラジオ旅 | 13:00 ノコトラジオ ▽13:50 朗読のヒロバ（金曜のみ、TBSラジオ） ▽14:55 中谷彰宏のビジネスサプリ（信越放送） ▽15:50（水）北信越4県ラジオ旅 |
| 16                                              | 16:00 MROニュース&ウェザー | 16:00 MROニュース&ウェザー | 16:00 MROニュース&ウェザー | 16:00 MROニュース&ウェザー | 16:00 MROニュース&ウェザー |
| 16                                              | 16:05 納得健康15分 | 16:05 健康生活 インフォメーション | 16:05 ピックアップ ラジオショッピング                                                                                                   | 16:05 ラジオの扉 | 16:05 中本美智子のMy Favorite Music （再放送）                                                                                          |
| 16                                              | 16:20 高野登のホスピタリティって何だろう? （信越放送） | 16:20 久々江龍飛の ハイスクールNow!! （再放送）                                                                                         | 16:20 松井祐香里のトップで狙え! | 16:20 ツエーゲン金沢 全力応援! ウシサカ!                                                                                                | 16:20 今旬! インフォメーション |
| 16                                              | 16:25 北さんの歌きた道中 | 16:20 久々江龍飛の ハイスクールNow!! （再放送）                                                                                         | 16:20 松井祐香里のトップで狙え! | 16:20 ツエーゲン金沢 全力応援! ウシサカ!                                                                                                | 16:20 今旬! インフォメーション |
| 16                                              | 16:35 あなたにハッピー・メロディ（ニッポン放送） | | | | |
| 16                                              | 16:45 あなたの時間 〜イブニング・レディオ〜 ▽16:55 身近にできる、みんなのSDGs ▽17:00 ニュース・パレード（文化放送） ▽17:30 ネットワークトゥデイ（TBSラジオ） ▽17:45 イブニングニュース ▽17:55 ぼくの夢わたしの未来 ▽18:00 大山商店イブニングソニック | | | | |
| 17                                              | | | | | |
| 18                                              | | | | | |
| 18:30 にしおん! ～西尾音楽室～                  | 18:30 nano.RIPE 石川移住計画! | 18:30 松本俊明の夕暮れノクターン | 18:30 大山商店 presents 西川章久 宵の語り場                                                                                             | 18:30 宮永正隆の ラジオビートルズ大学                                                                                                   | |
| 18:45 Energy Music                              | | | | | |
| 19                                              | 19:00 荻上チキ・Session（TBSラジオ） | 19:00 荻上チキ・Session（TBSラジオ） | 19:00 MROゴールデンナイター | 19:00 MROゴールデンナイター | 19:00 MROゴールデンナイター |
| 20                                              | 20:00 8時に夢中! まさひこベース〜ウチこない?〜 | 20:00 マグ万平ののちほどサウナで | 19:00 MROゴールデンナイター | 19:00 MROゴールデンナイター | 19:00 MROゴールデンナイター |
| 20                                              | 20:00 8時に夢中! まさひこベース〜ウチこない?〜 | 20:30 ひなたまつり（新潟放送） | 19:00 MROゴールデンナイター | 19:00 MROゴールデンナイター | 19:00 MROゴールデンナイター |
| 21                                              | 21:00 グレープのもう魔酔わない （東海ラジオ放送） | 21:00 松村邦洋のOH-!邦自慢 （山口放送）                                                                                                 | 21:00 ぶんぶんボウルの休み時間 | 21:00 空気階段の踊り場（TBSラジオ） | 21:00 アルコ&ピース D.C.GARAGE（TBSラジオ）                                                                                             |
| 21                                              | 21:00 グレープのもう魔酔わない （東海ラジオ放送） | 21:30 キョートリアル! コンニチ的チュートリアル （KBS京都）                                                                              | 21:00 ぶんぶんボウルの休み時間 | 21:00 空気階段の踊り場（TBSラジオ） | 21:00 アルコ&ピース D.C.GARAGE（TBSラジオ）                                                                                             |
| 22                                              | 22:00 オールナイトニッポン MUSIC10（ニッポン放送） | 22:00 オールナイトニッポン MUSIC10（ニッポン放送）                                                                                      | 22:00 オールナイトニッポン MUSIC10（ニッポン放送）                                                                                      | 22:00 オールナイトニッポン MUSIC10（ニッポン放送）                                                                                      | 22:00 オールナイトニッポンGOLD （ニッポン放送）                                                                                         |
| 23                                              | 22:00 オールナイトニッポン MUSIC10（ニッポン放送） | 22:00 オールナイトニッポン MUSIC10（ニッポン放送）                                                                                      | 22:00 オールナイトニッポン MUSIC10（ニッポン放送）                                                                                      | 22:00 オールナイトニッポン MUSIC10（ニッポン放送）                                                                                      | 22:00 オールナイトニッポンGOLD （ニッポン放送）                                                                                         |
| 0                                               | 0:00 レコメン!（文化放送） | 0:00 レコメン!（文化放送） | 0:00 レコメン!（文化放送） | 0:00 レコメン!（文化放送） | 0:00 嵐・相葉雅紀のレコメン! アラシリミックス （文化放送）                                                                              |
| 1                                               | 1:00 山田裕貴の オールナイトニッポン （ニッポン放送） | 1:00 星野源のオール ナイトニッポン （ニッポン放送）                                                                                     | 1:00 乃木坂46のオール ナイトニッポン （ニッポン放送）                                                                                   | 1:00 ナインティナインの オールナイトニッポン （ニッポン放送）                                                                           | 1:00 霜降り明星のオール ナイトニッポン （ニッポン放送）                                                                                 |
| 2                                               | 1:00 山田裕貴の オールナイトニッポン （ニッポン放送） | 1:00 星野源のオール ナイトニッポン （ニッポン放送）                                                                                     | 1:00 乃木坂46のオール ナイトニッポン （ニッポン放送）                                                                                   | 1:00 ナインティナインの オールナイトニッポン （ニッポン放送）                                                                           | 1:00 霜降り明星のオール ナイトニッポン （ニッポン放送）                                                                                 |
| 3                                               | 3:00 キタニタツヤの オールナイトニッポン0(ZERO)（ニッポン放送） | 3:00 あののオールナイト ニッポン0(ZERO) （ニッポン放送）                                                                                | 3:00 佐久間宣行のオールナイト ニッポン0(ZERO) （ニッポン放送）                                                                          | 3:00 マヂカルラブリーのオールナイト ニッポン0(ZERO) （ニッポン放送）                                                                    | 3:00 三四郎のオール ナイトニッポン0(ZERO) （ニッポン放送）                                                                              |
| 4                                               | 3:00 キタニタツヤの オールナイトニッポン0(ZERO)（ニッポン放送） | 3:00 あののオールナイト ニッポン0(ZERO) （ニッポン放送）                                                                                | 3:00 佐久間宣行のオールナイト ニッポン0(ZERO) （ニッポン放送）                                                                          | 3:00 マヂカルラブリーのオールナイト ニッポン0(ZERO) （ニッポン放送）                                                                    | 3:00 三四郎のオール ナイトニッポン0(ZERO) （ニッポン放送）                                                                              |
| 4:30 上柳昌彦 あさぼらけ（ニッポン放送）        | | | | | 3:00 三四郎のオール ナイトニッポン0(ZERO) （ニッポン放送）                                                                              |

#### 週末
| 時                     | 土曜日                                                                                             | 日曜日                                                                                       |
| ---------------------- | -------------------------------------------------------------------------------------------------- | -------------------------------------------------------------------------------------------- |
| 5                      | 5:00 解決!知っ得プレミアム                                                                         | 5:00 水森英夫のチップイン歌謡曲（火曜会）                                                    |
| 5                      | 5:15 心のともしび                                                                                  | 5:00 水森英夫のチップイン歌謡曲（火曜会）                                                    |
| 5                      | 5:20 音楽☆とらのアナ（火曜会）                                                                     | 5:00 水森英夫のチップイン歌謡曲（火曜会）                                                    |
| 5                      | 5:30 亀渕昭信のお宝POPS（火曜会）                                                                  |                                                                                              |
| 5                      | 5:50 大本の時間                                                                                    |                                                                                              |
| 6                      | 6:00 土曜朝6時 木梨の会。（TBSラジオ）                                                             | 6:00 1万年堂出版の時間                                                                       |
| 6                      | 6:00 土曜朝6時 木梨の会。（TBSラジオ）                                                             | 6:15 大徳寺昭輝の天の夢（KBCラジオ）                                                         |
| 6                      | 6:00 土曜朝6時 木梨の会。（TBSラジオ）                                                             | 6:30 ピックアップラジオショッピング                                                          |
| 6                      | 6:00 土曜朝6時 木梨の会。（TBSラジオ）                                                             | 6:45 世の光 いきいきタイム                                                                   |
| 7                      | 7:00 熊木杏里 夢のある喫茶店（HBCラジオ）                                                          | 7:00 録音風物誌（火曜会）                                                                    |
| 7                      | 7:00 熊木杏里 夢のある喫茶店（HBCラジオ）                                                          | 7:10 鏡花の時間                                                                              |
| 7                      | 7:20 いいものテンミニッツ                                                                          |                                                                                              |
| 7                      | 7:25 週刊 なるほど!ニッポン（ニッポン放送）                                                        |                                                                                              |
| 7                      | 7:30 Five S（栃木放送）                                                                            |                                                                                              |
| 7                      | 7:35 おはよう!ニッポン全国消防団（ニッポン放送）                                                   |                                                                                              |
| 7                      | 7:45 健康生活インフォメーション                                                                    | 7:45 解決!知っ得プレミアム                                                                   |
| 8                      | 8:00 話題のアンテナ 日本全国8時です（TBSラジオ）                                                   | 8:00 ONE-J（TBSラジオ） ▽8:55 MROミュージックPowerBox                                        |
| 8                      | 8:15 近藤千優のワンダフルベジタブル                                                                | 8:00 ONE-J（TBSラジオ） ▽8:55 MROミュージックPowerBox                                        |
| 8                      | 8:30 今旬!インフォメーション                                                                       | 8:00 ONE-J（TBSラジオ） ▽8:55 MROミュージックPowerBox                                        |
| 8                      | 8:45 石川公美のおしゃべりクラシック♪                                                               | 8:00 ONE-J（TBSラジオ） ▽8:55 MROミュージックPowerBox                                        |
| 9                      | 9:00 谷川恵一 そろそろ。                                                                           | 8:00 ONE-J（TBSラジオ） ▽8:55 MROミュージックPowerBox                                        |
| 10                     | 9:00 谷川恵一 そろそろ。                                                                           | 10:00 まいどあり～。                                                                         |
| 10                     | 9:00 谷川恵一 そろそろ。                                                                           | 10:15 三丁目の良子さん                                                                       |
| 10                     | 9:00 谷川恵一 そろそろ。                                                                           | 10:45 銀シャリのおむすびラジオ                                                               |
| 11                     | 9:00 谷川恵一 そろそろ。                                                                           | 11:00 栄光のレジェンド～未来へ向かって～                                                     |
| 11                     | 11:30 前田明日香の旅してスマイル                                                                   | 11:30 日曜ジャーナル in いしかわ                                                             |
| 12                     | 12:00 MROニュース・天気予報                                                                        | 12:00 MROニュース・天気予報                                                                  |
| 12                     | 12:10 朝比奈あきこのミュージック・ストーリー                                                       | 12:10 岩本公水 星の語りべ（秋田放送）                                                        |
| 12                     | 12:40 納得健康15分                                                                                 | 12:40 健康生活インフォメーション                                                             |
| 12                     | 12:55 MROニュース                                                                                  |                                                                                              |
| 13                     | 13:00 サンドウィッチマン ザ・ラジオショーサタデー（ニッポン放送）                                  | 13:00 爆笑問題の日曜サンデー（TBSラジオ）                                                    |
| 14                     | 13:00 サンドウィッチマン ザ・ラジオショーサタデー（ニッポン放送）                                  | 13:00 爆笑問題の日曜サンデー（TBSラジオ）                                                    |
| 14:55 北國新聞ニュース | | 13:00 爆笑問題の日曜サンデー（TBSラジオ）                                                    |
| 15                     | 15:00 島津悦子の歌謡ナビゲーション                                                                 | 15:00 今旬!インフォメーション                                                                |
| 15                     | 15:00 島津悦子の歌謡ナビゲーション                                                                 | 15:15 中本美智子のMy Favarite Songs                                                          |
| 15                     | 15:30 Nisshoプレゼンツ 渡部絵美の住まいるハウス（TBSラジオ）                                       | 15:30 Tad Mitani's Innovation Now.                                                           |
| 15                     | 15:30 Nisshoプレゼンツ 渡部絵美の住まいるハウス（TBSラジオ）                                       | 15:55 MROニュース・天気予報                                                                  |
| 16                     | 16:00 伊東四朗 吉田照美 親父・熱愛（文化放送）                                                     | 16:00 三宅裕司のサンデーヒットパラダイス（ニッポン放送）                                     |
| 17                     | 17:00 食卓玉手箱                                                                                   | 17:00 ほくりくアイドル部のデジタル学園!                                                      |
| 17                     | 17:00 食卓玉手箱                                                                                   | 17:15 久々江龍飛のハイスクールNOW!!                                                          |
| 17                     | 17:30 ウィークエンドいしかわ （最終週）えほんだ!まち3丁目〜ラジオ絵本やさん〜                      | 17:30 乙田修三の勝ち抜き歌謡道場                                                             |
| 17                     | 17:45 ウィークエンドネットワーク（TBSラジオ）                                                      | 17:30 乙田修三の勝ち抜き歌謡道場                                                             |
| 17                     | 17:50 MROニュース・天気予報                                                                        | 17:30 乙田修三の勝ち抜き歌謡道場                                                             |
| 18                     | 18:00 THE BEATLES 10（ラジオ日本）                                                                 | 18:00 金沢サンデーエコノミー                                                                 |
| 18                     | 18:00 THE BEATLES 10（ラジオ日本）                                                                 | 18:15 MIHOのミュージックメモリーズ                                                           |
| 18                     | 18:00 THE BEATLES 10（ラジオ日本）                                                                 | 18:30 酒井法子のマンモスradio                                                                |
| 19                     | 19:00 おだともあき まあるい心にメロディを                                                          | 19:00 松山千春 ON THE RADIO（NACK5）                                                         |
| 19                     | 19:30 松原健之とBitter&Suiteの音茶メロらじお                                                       | 19:00 松山千春 ON THE RADIO（NACK5）                                                         |
| 19                     | 19:45 ぷにたんの「ぷにきゅんラジオ」                                                               | 19:00 松山千春 ON THE RADIO（NACK5）                                                         |
| 20                     | 20:00 ROCK BOTTOM（琉球放送）                                                                      | 20:00 宮川賢のまつぼっくり王国（東北放送）                                                   |
| 20                     | 20:30 相川七瀬 ROCK GHOS ON（かしわプロダクション）                                                | 20:30 志の輔&雷鳥のなんでか?ニッポン（北日本放送）                                           |
| 21                     | 21:00 スタンド・バイ・見取り図（TBSラジオ）                                                        | 21:00 ハライチのターン!（TBSラジオ）                                                         |
| 22                     | 22:00 TALK ABOUT（TBSラジオ）                                                                      | 22:00 井上芳雄 by MYSELF（TBSラジオ）                                                        |
| 22                     | 22:00 TALK ABOUT（TBSラジオ）                                                                      | 22:30 Up-T presents 一ノ瀬陽鞠のパカッとひまりん                                             |
| 23                     | 22:00 TALK ABOUT（TBSラジオ）                                                                      | 23:00 あにまにあ                                                                             |
| 23                     | 23:30 SixTONESのオールナイトニッポンサタデースペシャル（ニッポン放送）                             | 23:30 AKB48のささやきラジオ～ たぶん、山梨、石川、福井、山口でしか流れないから～（山梨放送） |
| 0                      | 23:30 SixTONESのオールナイトニッポンサタデースペシャル（ニッポン放送）                             | 0:00 今晩は 吉永小百合です（TBSラジオ）                                                      |
| 0                      | 23:30 SixTONESのオールナイトニッポンサタデースペシャル（ニッポン放送）                             | 0:30 高見沢俊彦のロックばん（TBSラジオ）                                                     |
| 1                      | 1:00 オードリーのオールナイトニッポン（ニッポン放送）                                              | （1:00 - 5:00 放送休止）                                                                     |
| 2                      | 1:00 オードリーのオールナイトニッポン（ニッポン放送）                                              | （1:00 - 5:00 放送休止）                                                                     |
| 3                      | 3:00 オールナイトニッポン0(ZERO) ヤーレンズのオールナイトニッポン0(ZERO)（最終週）（ニッポン放送） | （1:00 - 5:00 放送休止）                                                                     |
| 4                      | 3:00 オールナイトニッポン0(ZERO) ヤーレンズのオールナイトニッポン0(ZERO)（最終週）（ニッポン放送） | （1:00 - 5:00 放送休止）                                                                     |

#### 特別番組・期間限定番組
- MROゴールデンナイター（4月 - 9月 水曜 - 金曜 19:00 - 20:57）
- 箱根駅伝実況中継（文化放送より毎年1月2日・3日にネット）
- 天皇盃 全国男子駅伝実況中継（中国放送より毎年1月第3日曜 12:15にネット）
- ボートレースラジオ実況中継（文化放送よりSG競走優勝戦開催日にネット。）[注 20]
- 輝く!日本レコード大賞（TBSラジオ制作 毎年12月30日 18:30 - 22:00）
- 演歌放浪記（10月 - 3月）
- トモコ薬令の水曜日はミラクルナイト（10月 - 3月）
- 昭和の名曲をあなたに（10月 - 3月）

### 過去に放送した番組

#### 自社制作番組
平日午前
- 朝の告知板
- 市場ジョッキー
- MROいきいきワイド 朝一番!
- 今日も“シャキ”っと（1998年10月5日 - 2010年3月26日）
- おはよう朝ラジ!（2010年3月29日 - 2011年4月1日）
- 北陸おもしろネット・向こう三県両ドナリ!（1999年10月 - 2010年3月）

平日昼
- おひるの告知板
- 翔んでDoDoあむあむワイド（11:00 - 13:00）

平日午後
- 日本列島ここが真ん中（1974年7月1日 - 1998年10月2日）
- Oh!新世界
- ばらラジ
- 石川名物!GOGOは本多町3丁目（2003年3月31日 - 2010年3月26日）

平日夕方
- スイッチタイム（月曜 - 金曜 18:15 - 18:25）（2017年10月 - 2018年3月）

平日深夜
- MROミッドナイトスペシャル

土曜日
- 土曜は一気!バリバリトーン
- 土リクの大爆奏!
- 達洋・まさひこのアディショナルタイム（土曜 12:10 - 12:40）（2012年10月 - 2019年12月）
- ラジパラw（土曜 13:00 - 14:55）（2016年4月 - 2020年3月）
- たえこ・まなみのアンダンテ♡カフェ（2016年4月2日 - 2016年9月24日）
- 鼻毛の森といえば鼻毛の森のRADIO NEGA★MAX（2010年10月9日 - 2011年3月26日）
- モリラジ!（土曜 9:00 - 12:00、2012年4月 - 2024年3月30日）

日曜日
- パルパルサンデー 集まれ!C&C
- 天下御免の日曜日!（1976年4月 - 1988年4月10日）
- 気になるSunday vivid Studio 205
- 日曜告知版
- いち・にの・SUNDAY
- 日曜名物できすぎラジオ
- 全日空ミュージックスカイホリデー（自社制作版）
- 保科有里の「歌に恋して」（日曜 11:00 - 11:30、1993年9月 - 2024年3月）

その他
- クイズ百貨店
- 竜香!占います
- 笹原忠義 さばの味噌煮
- Radio Brothers ドクター・アラセと夢博士
- ヤングヤングスポーツ 走ってとんで音楽だ
- 横安江町アーケードタイム
- 日榮ポケット歌謡曲
- ブルーバード・ドライブドライブ - 石川日産提供の石川県内の道路情報番組。
- ハロー・サイトシーイング
- お時間いただきお昼です
- MROニュースルーム
- 海の気象ニュース → ウェザー歳時記
- 江川トオルのこの曲を今日電リクで!
- トオルと裕美のさわがしい夜
- 山蓄 独断ベストヒット
- サントス 歌のレストラン
- 江口洋介 じょうだんじゃねぇぜ（1989年）
- ぽっぷん王国（自社制作版）
- 今・おも・ラジオ〜石川のラジオは今も面白い〜（2010年12月18日放送、NHK金沢放送局・エフエム石川との共同制作番組）
- 恋愛ラボRADIO - ブシロードミュージックとの共同制作。同局の制作としては初のアニメ作品公式のラジオ番組で、岐阜放送ラジオと琉球放送にもネットされていた。
- あゆみの新米ママ日和
- けいじ・あやかのケイリンいろは!
- 武田勝のボールパークにようこそ（12:40 - 13:00）北海道放送にネット
- 前原智子のクチズサミ!（7:20 - 7:40）（? - 2018年3月）
- チャベラジ（第1・第3日曜 8:30 - 8:45）（? - 2018年10月21日）[注 21]
- ムフフナイト
- ムフフサンセット
- お達者ですか 孫の典子です
- お達者ですか 孫のじゅんこです。
- 拝啓，武田勝です 〜やっぱり今年も石川にいます〜
- 角野達洋 ザ・ウンチクミュージック（月曜 18:35 - 18:45）
- 竜香のあぶない8時
- Twin Wave（2016年3月28日 - 2022年3月25日）
- シネマレストラン（? - 2022年3月）
- 入江美寿々のエンジョイ!ひとり時間（2021年4月3日 - 2022年3月）[注 22]
- 竹村りゑの木曜日のブックマーカー[注 23]（2019年4月4日 - 2022年9月29日）
- みわのわ（? - 2022年9月）
- 有限会社 タニカワ旅行社（2014年4月 - 2023年3月）

ほか多数

## テレビ

### ネットワークの移り変わり
- 1958年（昭和33年）12月1日 - テレビ本放送開始。日本テレビ・ラジオ東京テレビ（現・TBSテレビ）とネットを組む。
- 1959年（昭和34年）3月1日 - 日本教育テレビ（NET、現・テレビ朝日）および、この日に開局したフジテレビともネットを組む。
- 1959年（昭和34年）8月1日 - ニュースネットワークJNN発足と同時に加盟。ニュースのみラジオ東京テレビ単独系列。それ以外フリーネットとなる。
- 1967年（昭和42年）6月 - 民間放送教育協会発足と同時に加盟。
- 1969年（昭和44年）4月1日 - 石川テレビ放送の開局によりフジテレビの番組が同局へ移行。同時に日本テレビ・NETの一部番組も移行する。
- 1975年（昭和50年）3月31日 - 腸捻転（ネットワークのねじれ現象）解消により準キー局が朝日放送（現：朝日放送テレビ）から毎日放送に変更。これにより、同日から1991年（平成3年）9月30日まで、朝日放送テレビ制作分の番組を石川テレビと分け合うこととなる。
- 1981年（昭和56年）4月 - 土曜22時から放送されていた『土曜グランド劇場』（日本テレビ制作、1時間遅れ）を打ち切り。石川テレビ（水曜→月曜→火曜、それぞれ22時）へ移行した。
- 1984年（昭和59年）4月 - TBSテレビ系列のナイター中継最大30分延長に対応した番組編成に変更。日本テレビ制作の水曜・金曜19時台後半・20時台の同時ネットを取り止める。『歌のワイド90分!』『水曜ナイター』『金曜ナイター』を打ち切り。『カックラキン大放送!!』は土曜17時台、『太陽にほえろ!』は火曜20時へ移動。『TBS火曜8時枠の連続ドラマ』を打ち切り（1987年4月より枠復活で再開）。『転校少女Y』は1985年9月頃[66]、『不良少女とよばれて』『少女に何が起ったか』『乳姉妹』は1985年10月以降から平日17時台に放送。『遊びじゃないのよ、この恋は』『禁じられたマリコ』『天使のアッパーカット』は本放送されていない（『禁じられたマリコ』は主演の岡田有希子が1986年4月8日に自殺したため本放送されていない）。
- 1985年（昭和60年）10月 - 月曜 - 土曜17時台に遅れネットで放送していた系列外局の番組（日本テレビ系列の『カックラキン大放送!!』やテレビ朝日系列の『ドラえもん』『スーパー戦隊シリーズ』など）を大量に打ち切り。後継番組はTBSテレビ制作で編成上放送されていなかったドラマの本放送（『3年B組金八先生』、『不良少女とよばれて』など）や再放送となった。同年10月19日の北國新聞朝刊21面の投稿欄『地鳴り』では『納得のいかぬ放映の中止』と題して『電撃戦隊チェンジマン』（テレビ朝日・東映制作）打ち切りに関して、母親からの苦情投稿が掲載されていた。これらの番組の一部は石川テレビに移行したが、『スーパー戦隊シリーズ』に関しては『チェンジマン』こそ（上記の投稿が掲載されたことを受けてかどうかは不明だが）再開するも、同作の終了をもって一旦県内での放送は終了し、北陸朝日放送が開局するまで未放送となる。
- 1986年（昭和61年）10月 - 火曜19時台・20時台にかけて『ドキド欽ちゃんスピリッツ!!』（TBSテレビ制作）開始。それに伴い、火曜20時台（日本テレビ・東宝制作）と21時台（TBSテレビ制作）を交換。『太陽にほえろ!』が火曜21時に移動。『TBS火曜9時枠の連続ドラマ』を打ち切り（1992年10月より枠復活で再開）。『西田敏行の泣いてたまるか』は後日平日17時台に放送。『毎度おさわがせします』（第3シリーズ）『すてきな三角関係 壁際族に花束を』『恋に恋して恋きぶん』は本放送されていない。
- 1987年（昭和62年）10月5日 -  『ニュース22プライムタイム』開始。火曜22時に放送していた『テレビ朝日日曜8時連続ドラマ』（終了時点では『痛快!婦警候補生やるっきゃないモン!』）を打ち切り（山陰放送・長崎放送・琉球放送も同様）。ローカル枠になった火曜19時は刑事ドラマ『ジャングル』（日本テレビ・東宝制作）を火曜21時から移動させた。火曜20時台・21時台は『ザ・ロードショー』（『月曜ロードショー』の後身。TBSテレビ制作）の同時ネットとなった。
- 1988年（昭和63年）10月3日 - テレビ東京制作の『レディス4』をネット開始。平日16時台に放送されていた日本テレビ・テレビ朝日制作の刑事ドラマの本放送・再放送を取り止める。
- 1990年（平成2年）4月1日 - テレビ金沢の開局により日本テレビ系列の大半の番組が移行。ただし、スポンサーやテレビ金沢の諸事情により、『全国高等学校サッカー選手権大会』石川県大会は1994年まで、『旅はパノラマ』（中京テレビ制作）は1998年3月まで、『全日本バレーボール小学生大会』『全日本少年サッカー大会』石川県大会は2010年代まで放送されていた。
- 1991年（平成3年）10月1日 - 北陸朝日放送の開局により民教協制作分を除いたテレビ朝日系列の番組が移行。午前・午後にはTBSテレビ制作の生情報番組（『モーニングEye』『3時にあいましょう』）の放送を開始した。『モーニングショー』、『暴れん坊将軍』、『新婚さんいらっしゃい!』などが北陸朝日放送に移行した。

### サービスエリア
サービスエリアは石川県内のほぼ全域、富山県の一部、福井県嶺北地方（福井市・坂井市・あわら市・越前市・鯖江市・勝山市・大野市・永平寺町など）。
福井県嶺北地方ではケーブルテレビの区域外再放送を行っている。福井県にはJNN系列がないため、嶺北地方と敦賀市は北陸放送、敦賀市を除く嶺南地方（小浜市など）は毎日放送（MBSテレビ）が報道取材を行っている（福井県内の原発関連の取材も毎日放送が担当）。近年、敦賀市のニュースに関しては北陸放送が取材、放送を行っている。大きな事件や災害が発生した際はTBSテレビやCBCテレビなどが取材に加わる場合もある。
チューリップテレビが開局するまでは富山県内のJNNの報道取材も行っていた。『ザ・ベストテン』などでは富山県内・福井県内からの生中継も担当していた。『日本縦断クイズ合戦』が富山県で収録された際にも、制作協力という形式で参加した。

### デジタル放送概要
出典
リモコンキーID： 6 
本局

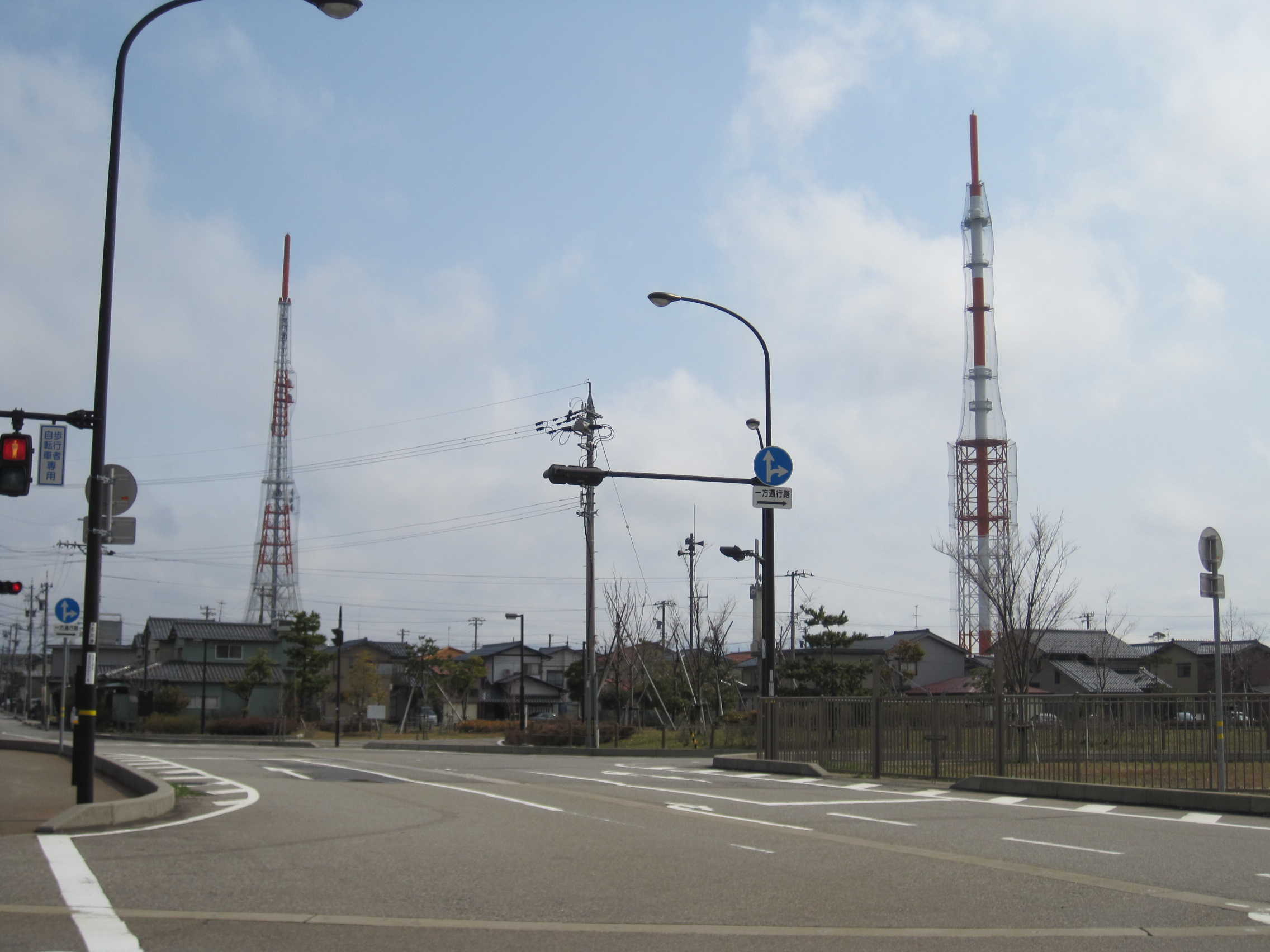
北陸放送デジタル送信塔（写真右側）

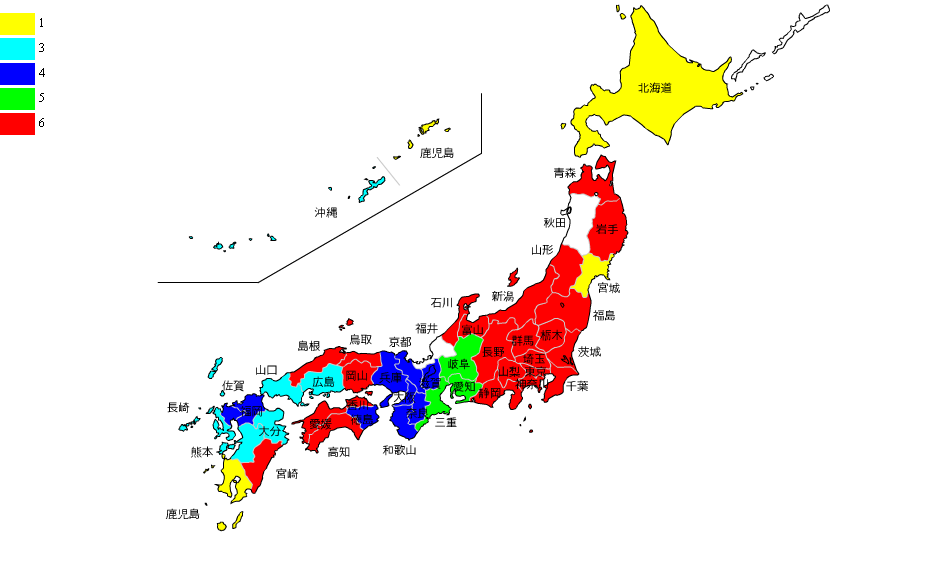
JNN系列のリモコンキーID地図

- 金沢 14ch JOMR-DTV 1 kW[68]
  - 所在地：石川県金沢市観音堂町チ18番地（石川テレビと共用）

中継局
| - 七尾 20ch 50W - 山中 28ch 0.3W - 羽咋 21ch 10W - 輪島 27ch 10W - 珠洲 14ch 30W - 舳倉 49ch 3W - 大聖寺 27ch 1W - 富来 27ch 3W - 東門前 27ch 1W - 能登鹿島 27ch 3W （垂直偏波） - 輪島町野 27ch 0.3W - 粟津 14ch 0.1W | - 小松金平 27ch 0.05W - 小松尾小屋 27ch 0.05W - 塩屋 14ch 0.3W - 鶴来 27ch 0.3W - 鳥越 27ch 1W - 尾口 27ch 1W - 白山下 14ch 0.01W - 白峰 27ch 0.1W - 加賀東谷口 42ch 0.05W - 片山津 45ch 0.05W - 津幡竹橋 27ch 0.01W |

### アナログ放送概要
いずれも2011年7月24日の停波時点のもの。なお、石川県珠洲市内の中継局は、1年前の2010年7月24日で運用終了。
本局
- 金沢 6ch JOMR-TV 映像3kW 音声750W

中継局
- 志賀富来 5ch
- 輪島町野 6ch
- 能都 6ch（垂直偏波）
- 輪島 10ch（垂直偏波）
- 珠洲 6ch（垂直偏波）
- 七尾 11ch（垂直偏波）
- 門前 11ch（垂直偏波）
- 羽咋柳田 12ch
- 加賀山中 12ch
- 輪島舳倉 38ch
- 門前皆月 38ch
- 穴水 38ch
- 門前本市 41ch
- 能美鶴来 41ch
- 大聖寺 41ch
- 能都姫 43ch
- 鹿島 43ch（垂直偏波）
- 金沢伏見ヶ丘 43ch
- 金沢御所 43ch
- 尾口 44ch

- 七尾灘浦 45ch
- 門前阿岸 45ch
- 能都漆原 45ch
- 白山瀬波 45ch
- 羽咋 50ch
- 加賀片山津 50ch
- 金沢卯辰山 53ch
- 小松粟津 53ch
- 白山鳥越 53ch
- 津幡南中条 55ch
- 津幡竹橋 55ch
- 金沢吉原 55ch
- 小松尾小屋 55ch
- 小松粟津 55ch
- 小松金平 55ch
- 門前暮板 56ch（垂直偏波）
- 加賀東谷口 56ch
- 能美鍋谷 56ch
- 白山白峰 56ch
- 志賀上棚 57ch

- 加賀菅谷 57ch
- 穴水甲 58ch
- 穴水比良 58ch
- 能登真脇 58ch
- 能登鵜川 58ch
- 珠洲狼煙 25ch
- 珠洲大谷 41ch
- 珠洲鈴内 25ch
- 珠洲東若山 57ch
- 珠洲若山 58ch（垂直偏波）
- 珠洲森腰 40ch
- 珠洲三崎 57ch
- 七尾中島 58ch
- 加賀大聖寺西 58ch（垂直偏波）
- 白山下 58ch
- 加賀片山津南 60ch
- 内浦小木 62ch

### 現在放送中の番組
太字は字幕放送
現在の番組の詳細は、公式サイトの テレビトップページ あるいは テレビ週間番組表 を参照。

#### 自社制作番組
- MROニュース（月曜 - 金曜 15:45頃 - 15:47頃[注 24]、土曜 18:50 - 19:00、土曜・日曜 21:54 - 22:00、昼は『JNN NEWS』内、月曜 - 木曜深夜は『NEWS23』内、日曜夕方は『Nスタ』内でローカルニュースを放送）
- Atta（月曜 - 金曜 18:15 - 18:55）
  - Atta+（月曜・水曜 18:55 - 19:00）
- MM6（月曜 - 木曜 23:56 - 24:00、金曜 25:20 - 25:25）
- 絶好調W（水曜 19:00 - 19:58）
- ガルガール（水曜 19:58 - 20:00）
- ハッピーフライデー（金曜 9:55 - 10:20[注 25]）
- 週刊ツエーゲンTV（金曜 18:55 - 19:00、休止期間あり）
- 守ろう!千里浜再発見（土曜 17:00 - 17:15）
- いいね金沢（金沢市広報番組、隔週土曜 17:15 - 17:30）
- ほっと石川（石川県広報番組、隔週土曜 17:15 - 17:30）※手話放送。
- バズリサーチ　ニーナのナーニ?（日曜 11:24 - 11:30、12:54 -13:00の場合あり）
- テミじいのこれ見テミ!（番宣番組、放送開始直後など）
- 番組ご意見番（毎月最終週に放送、番組審議会での報告）
- 石川の四季（終夜放送時に不定期放送。途中終了の場合あり）
- 金沢百万石まつり生中継『杜の都を人が行く』（6月第1土曜 13:00 - 17:30、平日時代は15:00 - 16:55）
- 金沢マラソン生中継（開催日の日曜 9:54 - 11:30、12:54 ‐ 14:00）

#### TBS系列番組
製作局の表記のないものはTBSテレビ制作、遅れネットまたは制作局と同時ネットのローカルセールス枠 の番組を掲載。
平日
- THE TIME'（月曜 - 金曜 5:00 - 5:20）○※番組連動データ放送
- キユーピー3分クッキング（月曜 - 金曜 11:20 - 11:30、土曜 12:00 - 12:10、CBCテレビ制作）土曜以外は○
- ゴゴスマ -GO GO!Smile!-（月曜 - 金曜 13:55 - 15:49[注 27]、CBCテレビ制作）○
- Nスタ[69]（月曜 - 金曜 15:49 - 17:50[注 28][注 29]）○

月曜
- ドキュメンタリー「解放区」（月曜 1:45 - 2:35（日曜深夜））※月2回放送
- 週刊さんまとマツコ（23:56 - 翌0:30）

火曜
- よしもと新喜劇（0:30 - 1:30（月曜深夜）、毎日放送制作）

水曜
- 巷のウワサ大検証!それって実際どうなの会（20:00 - 21:00[注 30]）○
- ニノなのに（21:00 - 21:58[注 30]）○
- ドラマストリーム（23:56 - 翌0:30）

木曜
- ランファンQUEST（0:30 - 1:00（水曜深夜））

金曜
- 有吉ジャポンII ジロジロ有吉（1:00 - 1:30（木曜深夜））
- 住人十色（10:20 - 10:50、毎日放送制作）

土曜
- 夜明けのラヴィット![69]（5:45 - 7:30）○
- 王様のブランチ・第1部[69]（9:30 - 11:45）○
- かまいたちの知らんけど（16:00 - 17:00、毎日放送制作）

日曜
- バース・デイ（0:28 - 0:58（土曜深夜））○
- 皇室アルバム（6:30 - 6:45、毎日放送制作）○
- サンデージャポン（10:00 - 11:24[注 31]）○

不定期放送
- 世界くらべてみたら[注 32]

#### テレビ東京系列番組
- YOUは何しに日本へ? （火曜 23:56 - 翌1:25）[注 33]
- 二軒目どうする?〜ツマミのハナシ〜（木曜 1:00 - 1:30（水曜深夜））
- ありえへん∞世界（土曜 0:48 - 1:45（金曜深夜））
- 出没!アド街ック天国（土曜 12:10 - 13:10）
- ナゼそこ?+（土曜 13:10 - 14:05）
- 出川哲朗の充電させてもらえませんか?（日曜 13:00 - 14:00）[注 34]
- 日経スペシャル ガイアの夜明け[注 35]（月曜 0:50 - 1:45（日曜深夜））
- 土曜スペシャル（不定期放送）

#### 民教協制作番組
- 日本のチカラ（日曜 6:00 - 6:30）

#### その他
- うたなび! （水曜 1:25 - 1:55（火曜深夜）、日音制作）
- 東野山里のインプット（木曜 1:30 - 2:00（水曜深夜）、BSよしもと制作）
- 君は放課後インソムニア（金曜 1:25 - 1:55（木曜深夜））
- TUリズボク（木曜 18:55 - 19:00、リズミックボクシング制作）
- 四季の釣り（日曜 5:30 - 6:00、サンテレビ制作、1990年代は北陸朝日放送で放送されていた）
- けんいちろうのベロベロでブラブラな番組（放送終了前、放送休止の場合あり）

### 過去に放送した番組

#### 自社制作番組
- MROテレポート6
- ホウトク!
- MRO NEWS ON 6
- MROイブニングニュース
- MROニュースランナー
- 総力報道!THE NEWS MRO
- 金沢発evening 5 ごちそう FRIDAY → ごちそうフライデー
- ワイド15:00
- おとどけします!（平日午前、以下3番組は現在の『トクモリ!』に該当）
- 角野くんの○○マンデー
- まぜごはん
- キャッチM
- 元祖シネマホリック
- 映画都市シネマポリス
- KODAWARI（1991年10月 - 1992年9月、火曜 19:00 - 19:30。北陸放送初のゴールデンタイム自社制作番組）
- 金沢発そこが知りたい（1992年10月 - 、月1回火曜 20:00 - 20:54）
- 金沢発うわさの王様（上記の後継番組、月1回火曜 20:00 - 20:54→木曜 19:00 - 19:54）
- がっぱです。
- FBI Angels
- いしかわポジティブ宣言 月曜から絶好調!!
- よじてれルンルンラリアート（1986年1月 - 9月、土曜 16:00）
- MRO EYE'86（'87,'88、1986年10月 - 土曜 16:00）
- MROはつらつネットワーク（上記の後継番組、土曜 16:00）
- 笹原忠義の月刊ニュースランド（1990年 - 1993年頃、月1回土曜 16:00）
- 快汗!スポーツいしかわ（土曜 16:30）
- わたしは3つ（日曜 8:00、現在の『げんき日記』に該当）
- 県民のひろば（日曜 8:15、金沢市の広報番組と隔週で放送）
- ビバ!スキー
- ぷらす1（1978年10月30日 - 1985年12月27日）月 - 金曜のローカル情報番組
- 奧様はスーパーマン(ライオン提供、北日本放送・福井放送にもネット。1987年10月 - 1989年3月、土曜午前の15分番組）
- 竪町吉本テレビ（1990年代後半、土曜夕方に放送。竪町吉本劇場からの公開中継録画。ペナルティなど当時の若手お笑いタレントが出演）
- GIRLS MEETING - TV
- げんき日記（石川県民大学校放送利用講座） - 年度下期に放送。※手話放送。
- トクモリ!
- レオスタ（2010年3月29日 - 2023年3月31日）
- JA探訪　地域に笑顔を!
- 情報ソムりゑ

#### ネット移行・石川県の新規開局などで途中から放送されたTBSテレビ系の主な番組
- 料理天国（1980年10月より放送、ネット前は後述の通り、『シャープ・スターアクション!』を遅れネットで放送）
- JNN報道特集（1981年4月11日から放送[70]。ネット前は『土曜グランド劇場』（日本テレビ制作）を1時間遅れで放送。1982年3月27日に一度打ち切り[71]。日曜18:00移動後の1982年4月4日から半年間は『新婚さんいらっしゃい!』（朝日放送テレビ制作）、『象印クイズ ヒントでピント』（テレビ朝日制作）を遅れネットしていた[72]。2番組を時間帯移行し、1982年10月3日から放送再開[73]。
- わくわく動物ランド（1984年4月から放送。ナイター中継延長対応のため、ネット前は日本テレビ系『歌のワイド90分!』を放送）
- 野生の王国（毎日放送制作、遅れネットで打ち切り後1984年4月から同時ネットで放送。ナイター中継延長対応のため、ネット前は日本テレビ系『カックラキン大放送!!』を同時ネットで放送）
- TBS金曜8時枠の連続ドラマ（1984年4月から放送。ナイター中継延長対応のため。放送開始最初の作品は『家族ゲーム(家族ゲームⅡ）』（長渕剛主演））。『3年B組金八先生』など一部作品は遅れネットで放送。ネット前は日本テレビ系『太陽にほえろ!』を同時ネットで放送。『太陽にほえろ!』は1984年4月から火曜20時に移行し、TBS火曜8時枠の連続ドラマ（1987年4月からの枠復活で再開）を打ち切り。
- そこが知りたい（1990年4月から不定期放送。1992年10月から火曜20:00に放送）
- 地球!朝一番（1990年4月2日から放送。テレビ金沢開局による早朝番組強化のため）
- 筑紫哲也ニュース23・23:50以降の第2部（1990年10月1日から放送）
- モーニングEye（1991年10月1日から放送。ネット前はテレビ朝日系『モーニングショー』『誘われて二人旅』を同時ネットで放送）
- 3時にあいましょう（1991年10月1日から放送。ネット前はテレビ朝日系『森田健作の熱血テレビ』などを3時間遅れで放送）
- 植木等デラックス（毎日放送制作、1991年10月6日から放送。ネット前はテレビ朝日系時代劇（『暴れん坊将軍』など）を遅れネットで放送）
- スーパーワイド・14時台（1993年10月4日から放送）
- はなまるマーケット・9:55 - 10:20（1998年3月30日から放送、1997年12月29日・30日・31日も放送）

#### テレビ東京系の番組
- 宇宙戦士バルディオス
- とっとこハム太郎
- レディス4
- ロックマンエグゼ
- きらりん☆レボリューション
- ゴッドタン
- ソレダメ!〜あなたの常識は非常識!?〜（北陸朝日放送へ移行）
- 男子ごはん（北陸朝日放送へ移行後、途中打ち切り）
- 自慢したい人がいます〜拝啓 ひねくれ3様〜
- 来世ではちゃんとします
- いい旅・夢気分
- 徳光のTVコロンブス
- たけしの誰でもピカソ
- たけしのニッポンのミカタ!（石川テレビへ移行）
- タモリの音楽は世界だ
- 決戦!クイズの帝王
- クイズ赤恥青恥
- 浅草橋ヤング洋品店
  - ASAYAN
- 演歌の花道
- ザ・スターボウリング
- 大竹まことのただいま!PCランド
- 岡本綾子のNECスーパーゴルフ
- THEカラオケ★バトル（2022年10月2日から石川テレビへ移行）
- 完成!ドリームハウス
- ハロー!モーニング。
- 出動!ミニスカポリス
- 所さん&おすぎの偉大なるトホホ人物伝
- MUSIX!
- 昼めし旅 〜あなたのご飯見せてください!〜（土曜または日曜午後に不定期放送）
- ドラマ24[注 36]（現在はテレビ金沢で放送）
- 太川蛭子の旅バラ
- われら釣り天狗
- 釣り・ロマンを求めて
- TVチャンピオン
  - TVチャンピオン極 〜KIWAMI〜（BSテレ東と共同制作）
- ハイポジ 1986年、二度目の青春。（テレビ大阪制作）
- 感涙!時空タイムス（テレビ大阪制作）
- 和風総本家→二代目 和風総本家（テレビ大阪制作）
- おとな旅あるき旅（テレビ大阪制作）
- フューチャーカード 神バディファイト（テレビ愛知制作、第43話で打ち切り）
- ゴルフのキズナ（途中打ち切り）
- 飯尾和樹のずん喫茶（BSテレ東制作、2023年3月打ち切り）

#### 北陸朝日放送開局まで放送されていたテレビ朝日系の番組
※ ★印は北陸朝日放送が開局してから同局に移行した番組。
- モーニングショー（1965年ネット開始）★
- テレビ朝日系列平日正午枠（1968年ネット開始・同日遅れネット）★
  - アフタヌーンショー→なうNOWスタジオ→新・アフタヌーンショー→布施明のグッDAY→欽ちゃんのどこまで笑うの?!→お昼のマイテレビ→ホットライン110番→森田健作の熱血テレビ
- クイズタイムショック（田宮二郎・山口崇司会時代、編成上の都合で一度打ち切り後1986年3月の最終回まで遅れネットで放送）
- ナショナルゴールデン劇場（火曜22時に6日遅れで放送）
- ポーラ名作劇場
- 土曜ワイド劇場（深夜枠→『MROサタデー劇場』）★
- 火曜21時時代劇枠（1978年9月までは月曜21時に6日遅れで放送。1978年10月以降は『月曜ロードショー』のネット開始に伴い日曜22時30分に5日遅れで放送）
  - 大忠臣蔵→荒野の素浪人→荒野の用心棒→破れ傘刀舟悪人狩り→破れ奉行→江戸の鷹 御用部屋犯科帖→破れ新九郎→半七捕物帳→江戸の牙→鬼平犯科帳 (萬屋錦之介)→柳生あばれ旅→文吾捕物帳→柳生十兵衛あばれ旅
- 水曜21時時代劇枠
  - 日本剣客伝→新・日本剣客伝→日本任侠伝→燃えよ剣→宮本武蔵→軍兵衛目安箱→半七捕物帳（平幹二朗主演）→さすらいの狼→長谷川伸シリーズ→新書太閤記→女・その愛のシリーズ→右門捕物帖→鬼平犯科帳 (丹波哲郎)→徳川三国志→人魚亭異聞 無法街の素浪人
- 欽ちゃんのどこまでやるの!?
- テレビ朝日水曜21時枠刑事ドラマ★[74]
  - さすらい刑事旅情編★
  - はぐれ刑事純情派★
  - 大都会25時
  - ベイシティ刑事
- 日曜20時時代劇枠
  - 旅がらすくれないお仙
  - 遠山の金さん捕物帳→ご存知遠山の金さん→ご存じ金さん捕物帳
  - 賞金稼ぎ
- テレビ朝日日曜8時連続ドラマ（1987年9月まで火曜22時に放送、2日遅れ）
  - 西部警察（Part3のみ・Part1・Part2は石川テレビで放送。西部警察2004は北陸朝日放送で放送）
  - 私鉄沿線97分署
  - どうぶつ通り夢ランド
  - 痛快!婦警候補生やるっきゃないモン!
- 木曜22時ドラマ枠
  - 非情のライセンス
  - ザ・ボディガード
  - 海峡物語
  - 悪女について
  - 遥かな坂
  - 判決
- 素浪人 月影兵庫→素浪人 花山大吉
- 鉄道公安36号
- 特別機動捜査隊[74]
- 特捜最前線（再放送と2013年のSP版は北陸朝日放送で放送）[74]
- 暴れん坊将軍 （以下の3番組は日曜 22:30 - 23:24、1日遅れ）★
- 将軍家光忍び旅
- 若大将天下ご免!
- 月曜19時台前半アニメ枠
  - 海賊王子→魔法使いサリー（第1作）→ひみつのアッコちゃん（第1作）→魔法のマコちゃん→さるとびエッちゃん→魔法使いチャッピー→バビル2世→ミラクル少女リミットちゃん→魔女っ子メグちゃん
- デビルマン
- キャンディ♡キャンディ
- ドラえもん（1985年9月打ち切り→1985年11月石川テレビへ移行→1991年10月から★、過去に第1作も放送）
- メタルヒーローシリーズ（1985年9月打ち切り→石川テレビへ移行→1991年10月から★）
- スーパー戦隊シリーズ（1985年9月打ち切り→6年間放送なし→1991年10月から★）
- がんばれ!!ロボコン（リメイク版の『燃えろ!!ロボコン』は北陸朝日放送で放送）
- 忍者ハットリくん
- おぼっちゃまくん（夏休み期間中に平日朝10時台に集中放送、1991年10月から★）
- カリメロ
- 川崎敬三の料理ジョッキー
- 象印スターものまね大合戦
- 象印クイズ ヒントでピント （1987年9月27日打ち切り、1991年10月から★）
- いつか行く旅（大塚製薬提供、後継番組の『いいな世界WA!』以降は★）
- 愛川欽也の探検レストラン （キリンビール提供、日曜午前10時台に放送。途中打ち切り）
- 徹子の部屋（1990年3月30日打ち切り、1991年10月から★）
- 誘われて二人旅（同日時差ネット→同時ネット）★
- カーグラフィックTV★
- あまから問答★
- プロ野球日本シリーズ（1989年までのデーゲーム時代、14:00から放送。1990年の第4戦『西武対巨人』はテレビ朝日系の放送だったが未放送）★
- 全国高等学校柔道選手権大会★
- 人間!ホットアイ（1988年4月開始、以下の3番組は全日空のスポンサー付きで火曜19時台に放送）
- 遊行見聞録
- TVいま時あの時（1991年9月24日まで放送、1991年10月から★）
- にっぽんの歌
- 未知への旅 〜21世紀へのタイムトラベル〜
- おはよう!ゲートボール
- 明日の経営戦略
- ドリフと女優の爆笑劇場
- 熱闘甲子園 （朝日放送テレビ制作と共同制作・ただし松下電器提供時代のみ深夜に時差放送）★
- 新婚さんいらっしゃい!（朝日放送テレビ制作、腸捻転解消前から。1991年10月から★）
- 必殺シリーズ（朝日放送テレビ制作・腸捻転解消前から。1985年9月打ち切り→『仕事人V・激闘編』から『剣劇人』まで石川テレビで放送[注 37]→1991年10月から★）
- パネルクイズ アタック25 （朝日放送テレビ制作・1986年9月27日打ち切り、1991年10月から★）
- 全国高校野球選手権大会中継（朝日放送テレビ制作・決勝戦、14:00から放送。1991年8月20日の準決勝『星稜対大阪桐蔭』は13:30から同時ネットで放送）★
- 道頓堀アワー（朝日放送テレビ制作）
- ワールド・ナウ（朝日放送テレビ制作、不定期）
- プロポーズ大作戦（朝日放送テレビ制作）
- 耐え子の日常（朝日放送テレビ制作、北陸朝日放送開局後に番組販売。）
- お笑いワンマンショー（名古屋テレビ制作）
- 愉快に生きよう（名古屋テレビ制作）
- ケントのどうゆうKNOW!?（名古屋テレビ制作）
- ベストヒットUSA（BS朝日制作版は北陸朝日放送で放送）
- 明色お笑いゲーム合戦（毎日放送制作、腸捻転時代）

#### テレビ金沢開局まで放送されていた日本テレビ系の番組
※ ★印はテレビ金沢が開局してから同局に移行した番組。
- スター誕生! （以下の3番組は日曜午前に放送、一週遅れネット）
- クローズアップNOW
- クイズ ラブラブジャンプ
- ナイター中継（水曜ナイター・金曜ナイター、1983年まで）
  - プロ野球デーゲーム中継（巨人開幕戦・金曜14:00から放送、土曜は同時ネット）
  - プロ野球日本シリーズ（1989年まで、14:00から放送。デーゲーム時代）
- 水曜19:30、20:00枠（同時ネット。1984年3月まで）
  - 歌のワイド90分!（1984年3月打ち切り）
  - 東芝ファミリーホール特ダネ登場!?（など水曜19:30枠）
  - 日本テレビ水曜8時枠連続ドラマ（1982年9月まで）
- カックラキン大放送!!（同時ネット→遅れネット、1985年9月打ち切り）
- 日本テレビ金曜8時連続ドラマ（1984年3月まで同時ネット→遅れネット・途中打ち切り、1990年4月から★）
  - 太陽にほえろ!
    - 太陽にほえろ!PART2

  - ジャングル
    - NEWジャングル
- 刑事物語'85
- 誇りの報酬[74]
- あぶない刑事[74]
  - もっとあぶない刑事[74]
- ロンパールーム
- 東京バイパス指令
- ゴールドアイ
- 大都会
- 伝七捕物帳
- 子連れ狼
- 日産スター劇場
- 土曜グランド劇場（1981年打ち切り、石川テレビに移行）
- 青春とはなんだ→これが青春だ→でっかい青春
- 水もれ甲介
- レ・ガールズ
- 火曜サスペンス劇場 （『MROサタデー劇場』とタイトルを改題）★
- 水曜ロードショー→金曜ロードショー （『名画招待席』とタイトルを改題。木曜→金曜深夜に放送）★
- 健康増進時代★
- 徳光和夫のTVフォーラム（1986年1月開始・以下の3番組は同日11:00から時差ネット）
- 独占!TV会見
- 週刊文珍（後継番組は毎日放送制作の『地球ZIG ZAG』）
- 踊って歌って大合戦
- 11PM（1978年3月まで、水曜のみ）
- あなたのワイドショー
- ミセス&ミセス（1978年10月27日打ち切り）
- ご存じですか（ただし、総理府が提供していた月、金曜は放送なし）★
- おしゃれ
- 三枝成章の気まぐれ
- 三枝の爆笑夫婦
- オシャレ30・30（1988年4月-1990年3月、1990年4月から★）
- ごちそうさま★
- すばらしい世界旅行★
- 全国高等学校クイズ選手権（1985年まで、週末に放送、1990年から★）
- カネボウヒューマンスペシャル★
- それは秘密です!!（土曜午前に放送、一時期のみ・途中打ち切り）
- キン肉マン（1985年のアニメ大量打ち切り後も継続）[注 38]
- 青春アニメ全集
- シャープ・スターアクション! （土曜18:00から時差ネット、1980年9月まで）
- SHARPワールドドキュメント・世界のこれがNo'1（木曜19時から時差ネット）
- SHARPワールドクイズ・カンカンガク学（土曜正午から時差ネット）
- 東京国際マラソン（編成上の都合で開催日の深夜に時差ネット）★
- ボクシング中継（マイク・タイソン戦、開催日の深夜に時差ネット）
- ゴルフ中継（『よみうりオープンゴルフトーナメント』『大王製紙エリエールレディスオープン』など多数）★
- 全日本プロレス中継★
- 全国高等学校サッカーサッカー選手権大会（全国大会は1991年、石川県大会は1995年移行）★
- 全日本バレーボール小学生大会（全国大会は1990年より★、石川県大会は2010年代まで継続）
- 全日本少年サッカー大会（全国大会は1990年より★、石川県大会は2010年代まで継続したが、現在は★）
- 所さんの目がテン!（日曜深夜などに時差ネット[注 39]）★
- 光速エスパー
- 新・底ぬけ脱線ゲーム
- 鞍馬天狗（1974年版）
- 家なき子（1977年度のアニメ版を放映）→宝島
- 魔境伝説アクロバンチ
- 太陽の使者 鉄人28号
- シャープクライマックス 人生はドラマだ
- 新・ど根性ガエル（1972年度のアニメ版も北陸放送にて放映、2015年度のドラマ版は★）
- 快獣ブースカ
- びっくり日本新記録（読売テレビ制作、1984年9月打ち切り）
- ルパン三世 (TV第1シリーズ)（読売テレビ制作）（日本テレビ制作第2シリーズを放送、PartIIIは石川テレビにて放送）
- ライオンお笑いネットワーク（読売テレビ制作）
- 黄金バット（読売テレビ制作）
- 巨人の星（読売テレビ制作）
- タイガーマスク（読売テレビ制作）
- 宇宙戦艦ヤマト（読売テレビ制作）
- 遠くへ行きたい ★（読売テレビ制作）
- ムーの白鯨（読売テレビ制作）
- お笑いマンガ道場・初笑いマンガ道場（中京テレビ制作、途中打ち切り[注 40]、1990年4月から★）
- 旅はパノラマ（中京テレビ制作、1998年3月まで）★

#### 石川テレビ開局まで放送されていたフジテレビの番組
- スター千一夜
- 銭形平次 (大川橋蔵)
- 三匹の侍
- 鉄腕アトム（モノクロ版）
- 忍者部隊月光
- ハリスの旋風
- ズバリ!当てましょう（石川テレビ開局後もしばらく放送）
- ライオン奥様劇場
- ザ・ヒットパレード

#### その他の番組
- 比叡の光（KBS京都制作）
- 神戸在住（阪神・淡路大震災20周年特別番組、サンテレビ製作）
- うちの娘の為ならば、俺はもしかしたら魔王も倒せるかもしれない。
- Fate/Grand Order -絶対魔獣戦線バビロニア-
- マギアレコード 魔法少女まどか☆マギカ外伝
- 内村さまぁ〜ず[注 41]
- 恋するキャンプめし
- 鬼滅の刃（第1期のみ。1期再放送以降は石川テレビへ移行）
- BanG Dream!（第1期のみ。第2期は石川県内の放送局では未放送。第3期以降は北陸朝日放送へ事実上移行）
- 【推しの子】

### 情報カメラ設置ポイント
石川県
- 北陸放送本社屋上
- ポルテ金沢屋上
- 徳光海岸（白山市） - 夏季設置

※その他に石川県庁や、香林坊などにも情報カメラが設置されている。
福井県
- 福井駅（三谷商事本社ビル屋上）

## 歴代社長
- 嵯峨保二（1951年12月 - 1959年、創設者。金沢工業大学や国際高等専門学校の前身である北陸電波学校の創設者でもある。）
- 嵯峨逸平（1959年 - 1993年）
- 嵯峨春平（1993年 - 1997年、元TBS）
- 上坂兼松（1997年）
- 中村栄一郎（1997年 - 2000年）
- 白石恵一（2000年 - 2011年6月27日、元TBS）
- 笹原忠義（2011年6月28日 - 2014年4月）
- 京村英二（2014年4月 - 2020年6月）
- 吉藤徹（2020年6月 - 2024年6月）
- 島田喜広（2024年6月 -、元TBS）

## アナウンサー
- 近年の採用は総合職採用の正社員の者よりも、契約社員の者が多い。

### 現在
ラジオ局アナウンス部（2025年6月26日-）以前はラジオ開発部アナウンス室。2024年6月25日付でアナウンサー出身の松村玲郎がラジオ局ラジオ開発部長兼アナウンス室長へ就任することになった。2021年4月から2024年6月24日までの部長は次島雅之。2018年から2021年3月までは野村未来子（ラジオ制作部長兼務）。

#### 男性
- 1996年 松村玲郎（アナウンス部→報道部次長→ラジオ開発部長兼アナウンス室長→2025年6月26日よりアナウンス部長）
- 2007年 谷川恵一（他業種の元営業マン）
- 2019年 牛田和希
- 2024年 久々江龍飛

#### 女性
- 1989年 川瀬裕子（一時期は制作部）
- 2023年 石川映夏、近藤千優
- 2024年 大野紘乃（元NHK沖縄放送局）
- 2025年 渡邉百音（元さくらんぼテレビジョン）

### 異動・退職者
※はアナウンス部長経験者。●は故人（在職中に死去した人物も含む）。太字は現在も北陸放送の番組にレギュラー出演。

#### 男性
- 1951年 
  - 浦田勲●
- 1952年
  - 柏野陽一●（1997年に死去）
- 1958年
  - 江川徹●（ラジオ『江川トオルのこの曲を今日電リクで!』『トオルと裕美のさわがしい夜』など[77]。石川県内民放テレビ4局で放送されている『きんつばの中田屋』CMナレーター。後に北陸スタッフ代表取締役を歴任。2023年6月に死去[78])
  - 山上邦夫
- 1959年
  - 岩岸吉幸●（テレビ『MROテレポート6』初代平日キャスター[79]。後に取締役事業局長、非常勤監査役を歴任。2012年1月20日に死去[注 44]）
  - 福田政博
- 1962年
  - 牧野宏※●（テレビCM『北陶』ナレーター、1980年代後半から放送され35年以上経った現在も放送されている。後に常務取締役報道制作局長を歴任後、2014年1月29日に死去[80]）
- 1971年
  - 八田静輔（後にラジオセンター）
- 1972年
  - 辰巳平一（ - 2012年12月）
  - 西川章久（ - 2014年10月、→フリー）
- 1973年
  - 寺本良之（ - 2012年）
- 1977年　
  - 笹原忠義※●（ - 2003年12月、後に代表取締役社長を経て、取締役在任中の2014年5月17日に死去[81][82]）
- 1981年 
  - 沼田憲和（→ディレクター、『島津悦子の歌謡ナビゲーション』などパーソナリティ)
- 1984年
  - 長田哲也（ - 2018年10月、→石川県議会議員）
- 1989年
  - 河内孝博（ - 2000年9月、→青二プロダクション)
  - 角野達洋（ - 2020年3月、→東京支社）
- 1993年
  - 坂爪陽介（→ディレクター→テレビ制作部長)
- 2003年 
  - 古橋拓真（ - 2005年2月、→瀬戸内海放送→圭三プロダクション）
- 2010年
  - 須田健太郎（ - 2016年3月、→福岡放送）
- 2015年 
  - 土井悠平（ - 2018年、→文化放送→フリー）
- 2017年
  - 久保田修平（ - 2023年3月、→東京俳優生活協同組合）
- 2020年
  - 石橋弘崇（ - 2024年9月、→本人出身地・福岡県のテレビ西日本）
- 岩崎宗幸
- 大多健一●
- 笠松道雄
- 楠和夫●

#### 女性
- 1952年 
  - 金森千栄子●（後にディレクター、ラジオ局長、北陸スタッフ取締役、北国書林取締役などを歴任。2023年11月22日に死去[83][84]）
- 1969年
  - 中崎清栄（→定年後にテレビ金沢でドキュメンタリー制作、ナレーター[85]）
- 1972年
  - 三須啓子（第1日曜日のラジオ放送終了直前の緊急警報放送試験信号放送のナレーションを担当）
- 1973年
  - 村崎昭子
- 1980年 
  - 星野圭子（ラジオ『天下御免の日曜日』など）
- 1981年
  - 足立久美子（ラジオ『サントス歌のレストラン』など）
- 1982年 
  - 久保千浪（→ラジオかなざわ→フリー）
  - 清水裕子
- 1983年
  - 上坂典子（ - 1998年、→フリー）
- 1984年 
  - 坂谷順子
- 1988年 
  - 山田美幸（ラジオ『土曜は一気!バリバリト―ン』など。→メディア・スタッフ所属）
- 1989年
  - 金原ゆかり（→フリー）
  - 綿谷尚子（→メディア・スタッフ所属）
- 1992年 
  - 財目かおり
  - 瀧平ひろみ
- 1994年
  - 寺林亜希子
  - 水野真里子（ - 2001年、→キャスト・プラス）
- 1996年
  - 川崎華菜子（→報道部）
- 1997年
  - 石井稔子
  - 近藤淳子（ - 2003年、→ホリプロ）
- 2000年
  - 大隅智子（元NHK松山放送局。→フリー・気象予報士・防災士）
  - 橘俊江（元システムエンジニア→NHK長野放送局、→フリー）
- 2001年
  - 小川亜希子（ - 2006年、→フリー・気象予報士）
  - 佐藤茜（ - 2004年、→イーグル・ベイ）
- 2003年
  - 小野ちづる（ - 2007年、→ホリプロ→休業）
  - 前原智子（ - 2018年、→報道部、2020年12月退職）
- 2005年
  - 糸川雅子（元フリー。- 2009年、→フリー）
  - 堀越純子（ - 2011年、元NHK盛岡放送局）
  - 和倉聡美（ - 2006年、→フリー）
- 2006年
  - 白崎あゆみ（元アビームコンサルティング。- 2015年、→フリー）
- 2008年
  - 酒井千佳（ - 2010年、→テレビ大阪→三桂）
  - 福島彩乃（ - 2019年、→宣伝部、2021年3月退職→フリー）
  - 室照美（ - 2013年、→文化放送→フリー）
- 2010年
  - 西尾知亜紀（ - 2024年、→ラジオ開発部）
- 2011年
  - 大木文香（ - 2019年6月、→フリー）
- 2015年
  - 坐間妙子（元エフエム群馬。- 2020年1月、→ウェザーマップ）
- 2016年 
  - 小野塚愛美（ - 2018年5月、→ディアステージ→南海放送）
  - 竹村りゑ（ - 2021年9月、元フリー→NHK名古屋放送局→フリー）
- 2017年
  - 赤間有華（ - 2019年3月、→テレビ神奈川→BSよしもと→フリー）
- 2019年
  - 入江美寿々（ - 2023年2月、→フリー）
  - 保坂友美子（元福島中央テレビ記者。- 2022年2月、→NHKさいたま放送局→フリー）
- 2020年
  - 兵藤遥陽（元岐阜放送。- 2025年3月、→フリー）
- 上田暢子
- 志賀久巫子
- 素都久美子
- 陶山直美
- 富地扶喜子（現・綱村扶喜子）
- 藤田直子（テレビ『MROテレポート6』など）
- 吉野あゆみ
- 山岸裕美（ラジオ『江川トオルのこの曲を今日電リクで!』『トオルと裕美のさわがしい夜』など[77]）

### アノンシスト賞受賞歴
- 第1回（1975年度）テレビ「CM」部門優秀賞（牧野宏）、ラジオ「番組」部門優秀賞（岩崎宗幸・村崎昭子）
- 第3回（1977年度）テレビ「CM」部門優秀賞（楠和夫）
- 第4回（1978年度）テレビ「番組」部門優秀賞（牧野宏）、「CM」部門最優秀賞（富地扶喜子）
- 第8回（1982年度）テレビ「CM」部門優秀賞（星野圭子）
- 第9回（1983年度）テレビ「CM」部門優秀賞（足立久美子）
- 第10回（1984年度）テレビ「CM」部門優秀賞（清水裕子）
- 第12回（1986年度）ラジオ「CM」部門優秀賞（西川章久）、称楊（北陸放送アナウンス部）
- 第13回（1987年度）テレビ「CM・ショッピング番組」部門優秀賞（足立久美子）
- 第14回（1988年度）称揚（北陸放送アナウンス部）
- 第18回（1992年度）称揚（北陸放送アナウンス部）
- 第19回（1993年度）ラジオ「CM」部門優秀賞（西川章久）、称揚（八田静輔）
- 第20回（1994年度）テレビ「CM」部門優秀賞（財目かおり）
- 第21回（1995年度）称揚（上坂典子）、（北陸放送アナウンス部）
- 第23回（1997年度）称揚（角野達洋・河内孝博）
- 第31回（2005年度）ラジオ「読み・ナレーション」部門優秀賞（西川章久）
- 第34回（2008年度）テレビ「読み・ナレーション」部門優秀賞（前原智子）
- 第38回（2012年度）活動部門賞（北陸放送アナウンス部）
- 第39回（2013年度）テレビ「読み・ナレーション」部門最優秀賞（川瀬裕子）
- 第41回（2015年度）ラジオ「CM」部門優秀賞（福島彩乃）
- 第44回（2018年度）ラジオ「読み・ナレーション」部門最優秀賞（川瀬裕子）
- 第45回（2019年度）新人奨励賞（保坂友美子）

### アナウンサー・キャスター以外の主な出演者

#### 現在
- アントニー（『絶好調W』）
- 馬場ももこ（『絶好調W』、フリーアナウンサー）
- 乙田修三（『乙田修三勝ち抜き歌謡道場』）
- 加藤裕（『モリラジ!』、フリーアナウンサー）
- 桂木良子（『三丁目の良子さん』担当、演歌歌手）
- 酒井法子（『酒井法子のマンモスradio』、歌手）
- 島津悦子（『島津悦子の歌謡ナビゲーション』、演歌歌手）
- 嶌村義隆（『シマちゃんのつるつるいっぱい』、歌手）
- 大平まさひこ（『おいね★どいね』木曜午後など担当、ものまね芸人）
- 冨優香子（『得盛!』ラジオあさ☀ダッシュ!月曜.火曜担当、フリーアナウンサー）
- 月竜香（『竜香の人生相談』MC、占い師）
- 鼻毛の森（『おいね★どいね』金曜担当、シンガーソングライター）
- 原田幸子（『おいね★どいね』金曜担当、フリーアナウンサー)
- 前田慶次郎（『絶好調W』、金澤百万石武将隊メンバー）
- 松本俊明（『おいね★どいね』水曜最終週「松本俊明のPiano Letter」コーナーレギュラー、作曲家）
- 丸一都美（『あさ☀ダッシュ!』、『おいね★どいね』リポーター）
- 宮永正隆（『宮永正隆のラジオビートルズ大学』、音楽評論家）
- 保科有里（『保科有里の「歌に恋して」』、夢グループテレビCM ※MROでも放映、石川県出身の歌手）

#### 過去
- 青山保（『日本列島ここが真ん中』、大学講師）
- 江口洋介（『江口洋介 じょうだんじゃねぇぜ』）
- せとたけお（『絶好調W』）
- 太川陽介（『金沢百万石まつり 生中継「森の都を人がゆく」』）
- 武田勝（『武田勝のボールパークにようこそ』、『拝啓、武田勝です〜やっぱり今年も石川にいます〜』）
- 三波豊和（『天下御免の日曜日!』）
- 黒部幸英（『天下御免の日曜日!』）

など多数

## 区域外再放送
- TBSテレビ系列局が存在しない福井県嶺北地方（南越前町[注 45] および大野市和泉地区[注 46] を除く）の以下のケーブルテレビ局では地上デジタル放送の区域外再放送を実施している[注 47]。

福井県（以下の局すべて、北陸朝日放送と共々再放送している）
- 丹南ケーブルテレビ
- 福井ケーブルテレビ（旧南越前町ケーブルテレビエリアを除く）
- さかいケーブルテレビ
- 大野ケーブルテレビ

## 備考
- 2025年（令和7年）3月現在、アプリを導入していない。
- 1997年（平成9年）7月頃までハウス食品のCMが、時間帯を問わず一日20本前後放送されていた。しかし、CM未放送事件発覚後、1998年2月までは放送が取り止めとなった。1998年3月以降は一日5本前後放送されているが、石川テレビ・テレビ金沢・北陸朝日放送と同じく早朝・深夜には放送されていない。
- TBS系のCBCテレビやフジテレビ系の石川テレビで多く放送されているメナード化粧品・徳島製粉（金ちゃんヌードルなど）、石川県民放各局で放送されているエバラ食品・洋服の青山などのCMは一切放送されていない。
- 興和（バンテリンなど）のCMは1998年（平成10年）頃から、ナガシマスパーランド・敷島製パン（Pasco）のCMは2010年代以降から放送されている。
- 大物タレント・著名人が多数出演していたラジオ番組『日本列島ここが真ん中』の名残で、テレビ・ラジオとも自社制作番組はタレント・著名人を多数起用している。
- 以前は、朝の放送開始映像の後にミニ番組『さわやか合唱団』で同局の合唱団のコンサート（途中バージョン変更あり）の映像が流された。また1985年（昭和60年）4月頃から1990年代前半までは朝の放送開始映像のあとに『健民さわやか体操』が放送されていた。
- ローカルニュースはTBS NEWS DIG （2022年4月18日開始）で記事と画像のみ掲載されている。YouTubeのニュース動画配信は令和6年能登半島地震発生後から平日夕方の『Atta』で放送された内容を配信している。TBS NEWS DIGのホームページには、取材場所まで書かれていないニュース画像が存在する（「金沢市内」など）。
- テレビ『絶好調W』はTVerで放送2日後から見逃し配信を行っている。YouTubeでは動画配信されていない。ホームページの放送内容は一週間（放送休止の場合は二週間・三週間など）のみ閲覧出来る。
- YouTube公式チャンネルでは『いいね金沢』などごく一部のみ動画配信されている。
- テレビ・ラジオのローカルニュースや『Atta』『絶好調W』ラジオ『あさ☀ダッシュ!』『おいね★どいね』の取材・収録・生中継は、北陸放送本社がある金沢市本多町から徒歩圏内（兼六園・金沢駅近辺など）や車で片道15分圏内にある場所からが中心となっている。
- テロップの電子化は在石川各局の中では最も遅く、テレビの『MROニュース』『MROテレポート6』では2002年（平成14年）9月まで写植で作成され、テロップカードによる送出であった。
- 中部地方ブロックネット番組は2019年（平成31年）3月まで『ニッポンど真ん中!』（北陸放送・チューリップテレビ・新潟放送・信越放送・テレビ山梨5局共同制作、2012年（平成24年）までは静岡放送も参加）が放送されていた。近年はチューリップテレビ・信越放送との共同制作番組を放送することがある。
- JNNではCBCテレビを幹事局とした中部地方ブロックネット番組は放送されておらず、1990年代までは不定期に企画されていた「JNN中部各局リレー企画[86]」も2000年代以降、放送されていない。
- 毎日放送が主催して毎年12月第1日曜日に開催されている『サントリー1万人の第九』で、同局が制作し放送している当該催事に係るドキュメンタリー番組（地上波向け制作分）の、公式に発表されている放映局（JNN基幹局5局など）を除いて放映前例を持つ民放局の一つでもある（ただし、遅れネットでの放送）。少なくとも2008年（平成20年）以降毎年放映されている。
- 毎日放送制作の『ダンロップフェニックストーナメント』はテレビ金沢開局前の1989年（平成元年）までは放送されず、日本テレビ系列（西日本放送テレビ制作、競技開催地の関係上、南海放送との共同制作の場合あり）の『大王製紙エリエールレディスオープン』が完全スポンサードネットで放送されていた。この他にも『よみうりオープンゴルフトーナメント』（読売テレビ制作）など日本テレビ系列のゴルフ中継を多数放送していた。
- 1989年（平成元年）までデーゲームで開催されていた『プロ野球巨人開幕戦中継』日本テレビ制作分、『プロ野球日本シリーズ』日本テレビ系・テレビ朝日系制作分、1989年（平成元年）から1991年（平成3年）まで朝日放送テレビ制作の『全国高校野球選手権大会中継』決勝戦を放送していた。しかし『花王愛の劇場』(TBSテレビ制作）『妻そして女シリーズ』(毎日放送制作）『CBC制作昼の連続ドラマ』(CBCテレビ制作)『やる気マンマン日曜日』『それゆけ!マーシー』（いずれも毎日放送制作）などを優先し、平日・日曜は14:00から飛び乗りで放送していた。ただし1991年（平成3年）8月20日の『全国高校野球選手権大会中継』星稜対大阪桐蔭は星稜高校が準決勝まで進出したため、試合開始の13:30から放送していた（毎日放送・CBCテレビ制作ドラマは夕方の時間帯に放送した）。
- 民放2局とデーゲーム時代、1989年（平成元年）のプロ野球日本シリーズ「近鉄対巨人」「巨人対近鉄」は第1戦・第2戦がテレビ朝日系（朝日放送制作）、第3戦・第4戦・第5戦・第7戦が日本テレビ系（第7戦は読売テレビ制作）、第6戦がTBS系（毎日放送制作）で放送されていたため、全試合放送していた（秋田放送・北日本放送・福井放送・四国放送・南海放送も同様）。
- 1985年（昭和60年）12月末に終了した『ぷらす1』を最後に37年以上、平日帯のテレビ自社制作番組が放送されていない。2016年（平成28年）4月以降は石川県内の民放テレビ4局で唯一、平日帯に自社制作での情報番組が放送されていない。
- 1985年（昭和60年）10月5日に一番左に掲載されていた北國新聞のテレビ欄がNHK2局の横に移動し、ラジオ欄に関しては行数が縮小した。同時にテレビ・ラジオの『北國新聞・MROニュース』を廃止し、1986年（昭和61年）6月7日夕刊を最後に1989年（平成元年）10月2日（『筑紫哲也 NEWS23』など開始）まで、北國新聞には北陸放送の広告が全く掲載されなかった。『ニュース22プライムタイム』開始の1987年（昭和62年）10月5日にも番組広告は掲載されていなかった。
- 1990年（平成2年）3月30日まで平日早朝の番組開始は6:25からの『健民さわやか体操』からだった。1990年（平成2年）4月1日のテレビ金沢開局や早朝番組の強化として、1990年（平成2年）4月2日から『地球!朝一番』（TBSテレビ制作）のネットを開始。それ以前の午前6時台前半に放送されていたTBS制作番組[87] に関しては未放送だった。
- 1989年（平成元年）から1990年（平成2年）に放送された土曜深夜の『三宅裕司のいかすバンド天国』（TBSテレビ制作、一部の系列局で放送）は未ネット（同時間帯には映画などを放送）。
- 北國新聞との関係悪化後、北陸中日新聞のCMが『水戸黄門』本放送終了後やプロ野球ナイター中継（テレビのナイター中継延長・ラジオの『MROゴールデンナイター』）などで2005年（平成17年）頃まで放送されていたが、北國新聞が大株主になって以降、現在は放送されていない。また、北陸中日新聞でも2005年（平成17年）頃まで北陸放送の番組広告が掲載されていた。2025年2月26日・2025年3月26日に北陸放送自社制作番組の広告が掲載された。
- 1970年代にかけては『8時だョ!全員集合』『ザ・ベストテン』などを中心に高視聴率番組が多数を占めていた。石川テレビなどの人気番組が多くなった1980年代以降、視聴率は現在に至るまで長期低落傾向となっている。
- 本社設備のうちテレビ用の設備は最低限の整備に留まっている。スタジオは2つあるものの副調整室（サブ）は第1スタジオのみであり、典型的な地方の小規模放送局の設備といえる[注 48]。『Atta』『絶好調W』は同じ第1スタジオから放送している。
- JNN系列がない福井県の全国紙・地方紙では毎日新聞（2024年4月2日からハーフサイズ）を除き、テレビ欄がフルサイズで掲載されている。チューリップテレビ開局までは富山県の全国紙・地方紙でもフルサイズで掲載されていた。2025年6月現在、富山県では日本経済新聞がフルサイズ、朝日新聞・読売新聞（第2テレビ欄）・北陸中日新聞がハーフサイズ以下となっている。スポーツ紙では富山県・福井県のスポーツニッポン（大阪本社版）・富山県の中日スポーツがフルサイズ、福井県の日刊スポーツ（大阪本社版、石川県内の大阪本社版もハーフサイズ）、富山県・福井県のスポーツ報知（富山県は東京本社版、福井県は大阪本社版）がハーフサイズ以下で掲載されている。富山県の北日本新聞（2011年9月末まで掲載）・富山新聞（2023年2月末まで掲載）・日刊スポーツ、富山県・福井県のデイリースポーツ・福井県の中日スポーツ・サンケイスポーツでは掲載されていない。富山県では2024年9月30日で毎日新聞・産経新聞・サンケイスポーツの販売を取り止めている。
- ラジオ欄は富山県・福井県すべての全国紙で掲載されている。地方紙では富山新聞・北陸中日新聞富山県版・日刊県民福井・中日新聞福井県版で掲載されている。北日本新聞（過去に掲載）・福井新聞・スポーツ紙では掲載されていない。
- ラジオのNRN加盟は1980年（昭和55年）と北陸3県の民放AM局では、最も遅く加盟したが加盟前からNRNのキー局である文化放送、ニッポン放送の一部の番組はネットされていた。
- 2020年（令和2年）12月28日に19年3か月放送されていた月曜20:00からのラジオ番組『竜香のあぶない8時』が終了。2021年（令和3年）1月4日からの後継番組は『現場の東海林です。斉藤安弘アンコーです』『伊東歌詞太郎の僕だけのロックスター☆ラジオ』を放送。月曜午後の『竜香の人生相談』は2021年（令和3年）1月4日以降も継続している。
- 日曜午後生番組で放送されていた音楽ランキングコーナー『ダイナミックテレテレリクエスト』は1990年代前半に廃止している。最末期は多発したミリオンセラーの曲ではなく、ジャニーズ事務所所属タレントや女性アイドル歌手の曲が上位に多くランキングしていた。
- 交通情報は2010年（平成22年）4月改編により平日の7時台に新設されたものの、平日の最終の放送時間が12時台で2017年（平成29年）3月末まではラジオの県域放送局としては全国で最も早く終了していた。夕方の時間帯には放送時間が設定されていなかったが、2017年（平成29年）4月改編でさらに18時台に新設される[88]。
- ラジオに関しては2020年（令和2年）4月より土曜午後の生番組を取り止めている。また『天下御免の日曜日!』『サントス歌のレストラン』などがあった日曜に関しては最末期は金沢競馬中継を内包した15:00から1時間の情報番組になり、2004年（平成16年）7月4日から生番組を取り止めている。また現在はラジオの『MROニュース』は18:00以降はどの曜日も放送されていない。
- 2010年（平成22年）に、南アフリカ共和国で開催の2010 FIFAワールドカップのラジオ中継に関して、日本戦について中部地方では愛知国際放送（RADIO-i、現在は廃局）とともに、JRN・NRN系列では宮崎放送（MRT）とともに、それぞれ放送が行われなかった[注 49]。
- 日曜の現役アナウンサー担当番組は、テレビ・ラジオともローカルニュースのみで原則1名勤務となっている。1990年代までは土曜・日曜であっても多数のアナウンサーがテレビ・ラジオの番組を担当していた。
- 見学コースが用意されており、学校の遠足コースに入れられることも多い。また、生放送のラジオ番組のうち、『あさ☀ダッシュ!』『おいね★どいね』『竜香の人生相談』『モリラジ!』『ラジパラw』においては、北陸放送ホームページにあるライブカメラでスタジオ内を見ることができる（ただし、ストリーミング配信ではなく、1分おきの更新）。
- 2010年度まで一般に供用されていた北陸放送会館2階『MROホール』は金沢地区におけるコミックマーケットの開催地として知られ[89]、他に各種学会、ロータリークラブなどの集会[90] や地域の趣味サークルの大会[91] などに使われていた。
- 本社は加賀藩家老本多家の下屋敷跡地にあり、本社内には江戸初期に作庭された『松風閣庭園』[92][93] が保存され、松風閣(上屋敷にあった主君対面所を移築したもの)を除くエリアが一般に無料で公開されている[94]。この松風閣は年数回の一般公開以外には、MRO合唱団の練習場所として使用されている[95]。
- 毎年1回、番組審議会では審議した番組の中から優秀番組を番組審議委員(社外委員）全員で1つ選ぶ「番組審議会賞」がある。このような制度は南海放送でも行われている。同局では「優良番組」と称し毎年番組審議委員が選ぶことに変わりはないがテレビ、ラジオごとに候補番組の中から一つずつ選ぶことになっている[96][97]。さらに同局と同じエリアのテレビ愛媛でも「優秀番組表彰制度」があり番組審議委員が同局の自社制作番組中から優秀番組を一つ選び番組制作者を表彰する制度がある[98]。
- 2015年（平成27年）3月14日に北陸新幹線が金沢まで開業した際にはテレビ・ラジオとも特番を組んだが、2024年（令和6年）3月16日に敦賀まで開業した際にはテレビ・ラジオとも特番を組まなかった。特にテレビはNHK、民放を通じて在金局では唯一だった。その代わり敦賀駅から1番列車（かがやき502号）発車の中継をアナウンサーの谷川恵一の実況でライブ配信された[99]。

## 関連企業
- 株式会社北陸アイティエス：放送制作番組、人材派遣業
- 株式会社北陸スタッフ：広告代理業

出典